# Кёрлинг в сезоне 2024/2025
Сезон 2024—25 в кёрлинге начинается в мае 2024 года и заканчивается в мае 2025 года.
Примечание. В турнирах с участием мужских и женских команд сначала указаны победители мужских турниров.

## Турниры Всемирной федерации кёрлинга
источник:

### Чемпионаты
| Турнир                                                                                                   | Турнир                                                                                              | Турнир                                                                                              | Золото | Серебро | Бронза |
| --- | --------------------------------------------------------------------------------------------------- | --------------------------------------------------------------------------------------------------- | --- | --- | --- |
| Чемпионат мира по кёрлингу среди смешанных команд 2024 Абердин (Шотландия), 12–19 октября                | Чемпионат мира по кёрлингу среди смешанных команд 2024 Абердин (Шотландия), 12–19 октября           | Чемпионат мира по кёрлингу среди смешанных команд 2024 Абердин (Шотландия), 12–19 октября           | Швеция Симон Гранбом, Ребекка Тунман, Юханнес Патс, Микаэла Альтебро                                                                         | Япония Сюн Итицубо, Хинако Хасэ, Хироки Хасэгава, Тихиро Токоёда                                                                      | Швейцария Ив Вагензейль, Нора Вюст, Дитер Вюст, Марион Вюст, тренер: Carola Wueest                                                       |
| Панконтинентальный чемпионат по кёрлингу 2024 Lacombe (пров. Альберта, Канада), 24 октября – 2 ноября    | A                                                                                                   | М                                                                                                   | Китай Сюй Сяомин, Фэй Сюэцин, Ван Чжиюй, Ли Чжичао, запасной: Ye Jianjun, тренер: Тань Вэйдун                                                | Япония Тэцуро Симидзу, Синъя Абэ, Hayato Sato, Харуто Оути, запасной: Сота Цуруга, тренеры: Боб Урсел, Makoto Tsuruga                 | США Джон Шустер, Крис Плайс, Колин Хафман, Мэтт Хэмилтон, запасной: Джон Лендстейнер, тренер: Theran Michaelis, нац.тренер: Филл Дробник |
| Панконтинентальный чемпионат по кёрлингу 2024 Lacombe (пров. Альберта, Канада), 24 октября – 2 ноября    | A                                                                                                   | Ж                                                                                                   | Канада Рейчел Хоман, Трэйси Флёри, Эмма Мискью, Сара Уилкс, запасной: Рашель Браун, тренер: Виктор Челль, нац.тренер: Рене Зонненберг        | Республика Корея Ким Ынджи, Ким Мин Джи, Ким Су Джи, Соль Е Ын, запасной: Seol Yeji, тренеры: Shin Dongho, Guy Hemmings               | Китай Ван Жуй, Хань Юй, Дун Цзыци, Цзян Цзяи, запасной: Су Тинъюй, тренер: Цзан Цзялян, нац.тренер: Тань Вэйдун                          |
| Панконтинентальный чемпионат по кёрлингу 2024 Lacombe (пров. Альберта, Канада), 24 октября – 2 ноября    | B                                                                                                   | М                                                                                                   | Филиппины (Марк Пфистер) | Казахстан (Абылайхан Жузбай) | Гонконг (Джейсон Чан) |
| Панконтинентальный чемпионат по кёрлингу 2024 Lacombe (пров. Альберта, Канада), 24 октября – 2 ноября    | B                                                                                                   | Ж                                                                                                   | Австралия (Хелен Уильямс) | Ямайка (Margot Shepherd-Spurgeon) | Казахстан (Ангелина Эбауэр) |
| Чемпионат мира по кёрлингу на колясках (группа Б) 2024 Лохья (Финляндия), 3–8 ноября                     | Чемпионат мира по кёрлингу на колясках (группа Б) 2024 Лохья (Финляндия), 3–8 ноября                | Чемпионат мира по кёрлингу на колясках (группа Б) 2024 Лохья (Финляндия), 3–8 ноября                | США (Мэттью Тумс) | Япония (Kazuhiro Kashiwabara) | Англия (Stewart Pimblett) |
| Чемпионат Европы по кёрлингу 2024 Лохья (Финляндия) (див. A) и Эстерсунд (Швеция) (див. B), 16–23 ноября | A                                                                                                   | М                                                                                                   | Германия (Марк Мускатевиц) | Шотландия (Брюс Моуэт) | Норвегия (Магнус Рамсфьелл) |
| Чемпионат Европы по кёрлингу 2024 Лохья (Финляндия) (див. A) и Эстерсунд (Швеция) (див. B), 16–23 ноября | A                                                                                                   | Ж                                                                                                   | Швейцария (Сильвана Тиринцони) | Швеция (Анна Хассельборг) | Шотландия (Софи Джексон) |
| Чемпионат Европы по кёрлингу 2024 Лохья (Финляндия) (див. A) и Эстерсунд (Швеция) (див. B), 16–23 ноября | B                                                                                                   | М                                                                                                   | Дания (Jacob Schmidt) | Польша (Konrad Stych) | Испания (Серхио Вес) |
| Чемпионат Европы по кёрлингу 2024 Лохья (Финляндия) (див. A) и Эстерсунд (Швеция) (див. B), 16–23 ноября | B                                                                                                   | Ж                                                                                                   | Чехия (Зузана Паулова) | Германия (Sara Messenzehl) | Польша (Aneta Lipinska) |
| Чемпионат мира по кёрлингу среди юниоров (группа Б) 2024 Лохья (Финляндия), 8—19 декабря                 | Чемпионат мира по кёрлингу среди юниоров (группа Б) 2024 Лохья (Финляндия), 8—19 декабря            | М                                                                                                   | Республика Корея (Kim Daehyun) | Швейцария (Felix Luethold) | Япония (Toa Nakahara) |
| Чемпионат мира по кёрлингу среди юниоров (группа Б) 2024 Лохья (Финляндия), 8—19 декабря                 | Чемпионат мира по кёрлингу среди юниоров (группа Б) 2024 Лохья (Финляндия), 8—19 декабря            | Ж                                                                                                   | Республика Корея (Kang Bobae) | Латвия (Эвелина Бароне) | Китай (Li Ziru) |
| Кёрлинг на зимней Универсиаде 2025 Турин (Италия), 11–23 января                                          | Кёрлинг на зимней Универсиаде 2025 Турин (Италия), 11–23 января                                     | М                                                                                                   | Норвегия (Lukas Høstmælingen) | США (Caden Hebert) | Швейцария (Jan Iseli) |
| Кёрлинг на зимней Универсиаде 2025 Турин (Италия), 11–23 января                                          | Кёрлинг на зимней Универсиаде 2025 Турин (Италия), 11–23 января                                     | Ж                                                                                                   | Япония (Yuina Miura) | Республика Корея (Kang Bo-bae) | Канада (Serena Gray-Withers) |
| Кёрлинг на зимней Универсиаде 2025 Турин (Италия), 11–23 января                                          | Кёрлинг на зимней Универсиаде 2025 Турин (Италия), 11–23 января                                     | СП                                                                                                  | Великобритания Робин Манро / Orrin Carson | Германия Kim Sutor / Клаудиус Харш | Канада Jessica Zheng / Victor Pietrangelo                                                                                                |
| Кёрлинг на зимних Азиатских играх 2025 Харбин (Китай), 4–14 февраля                                      | Кёрлинг на зимних Азиатских играх 2025 Харбин (Китай), 4–14 февраля                                 | М                                                                                                   | Филиппины (Марк Пфистер) | Республика Корея (Lee Jaebeom) | Китай (Сюй Сяомин) |
| Кёрлинг на зимних Азиатских играх 2025 Харбин (Китай), 4–14 февраля                                      | Кёрлинг на зимних Азиатских играх 2025 Харбин (Китай), 4–14 февраля                                 | Ж                                                                                                   | Республика Корея (Ким Ынджи) | Китай (Ван Жуй) | Япония (Yuina Miura) |
| Кёрлинг на зимних Азиатских играх 2025 Харбин (Китай), 4–14 февраля                                      | Кёрлинг на зимних Азиатских играх 2025 Харбин (Китай), 4–14 февраля                                 | СП                                                                                                  | Япония Тори Коана / Го Аоки тренер: Yoshinori Aoki                                                                                           | Республика Корея Ким Гён Э / Сон Джи Хун тренер: Лим Мён Соп                                                                          | Китай Хань Юй / Ван Чжиюй нац. тренер: Тань Вэйдун                                                                                       |
| Чемпионат мира по кёрлингу на колясках 2025 Стивенстон (Шотландия), 1–8 марта                            | Чемпионат мира по кёрлингу на колясках 2025 Стивенстон (Шотландия), 1–8 марта                       | Чемпионат мира по кёрлингу на колясках 2025 Стивенстон (Шотландия), 1–8 марта                       | Китай (Ван Хайтао) | Республика Корея (Lee Hyeonchul) | Канада (Gil Dash) |
| Чемпионат мира по кёрлингу на колясках среди смешанных пар 2025 Стивенстон (Шотландия), 11–16 марта      | Чемпионат мира по кёрлингу на колясках среди смешанных пар 2025 Стивенстон (Шотландия), 11–16 марта | Чемпионат мира по кёрлингу на колясках среди смешанных пар 2025 Стивенстон (Шотландия), 11–16 марта | Япония Аки Огава / Ёдзи Накадзима тренеры: Akiko Iino, Eri Ogihara                                                                           | Шотландия Шарлотта Маккенна / Хью Нибли тренер: Niall Ryder                                                                           | Эстония Кятлин Рийдебах / Айн Виллау тренер: Aleksander Andre                                                                            |
| Чемпионат мира по кёрлингу среди женщин 2025 Ыйджонбу (Республика Корея), 15–23 марта                    | Чемпионат мира по кёрлингу среди женщин 2025 Ыйджонбу (Республика Корея), 15–23 марта               | Чемпионат мира по кёрлингу среди женщин 2025 Ыйджонбу (Республика Корея), 15–23 марта               | Канада Рейчел Хоман, Трэйси Флёри, Эмма Мискью, Сара Уилкс, запасной: Рашель Браун, тренер: Виктор Челль, нац.тренер: Рене Зонненберг        | Швейцария Алина Пец, Сильвана Тиринцони, Карол Ховальд, Селина Витшонке, запасной: Стефани Берсе, тренеры: Пьер Шаретт, Мирьям Отт    | Китай Ван Жуй, Хань Юй, Дун Цзыци, Цзян Цзяи, запасной: Су Тинъюй, тренер: Цзан Цзялян, нац. тренер: Тань Вэйдун                         |
| Чемпионат мира по кёрлингу среди мужчин 2025 Мус-Джо (Канада), 29 марта – 6 апреля                       | Чемпионат мира по кёрлингу среди мужчин 2025 Мус-Джо (Канада), 29 марта – 6 апреля                  | Чемпионат мира по кёрлингу среди мужчин 2025 Мус-Джо (Канада), 29 марта – 6 апреля                  | Шотландия Брюс Моуэт, Грант Харди, Бобби Лэмми, Хэмми Макмиллан, запасной: Кайл Уодделл, тренер: Майкл Гудфеллоу, нац. тренер: Грег Драммонд | Швейцария Бенуа Шварц ван Беркель, Янник Шваллер, Свен Михель, Пабло Лаша-Кушпен, запасной: Ким Шваллер, тренер: Ховард Вад Петерссон | Канада Брэд Джейкобс, Марк Кеннеди, Бретт Галлант, Бен Хеберт, запасной: Тайлер Тарди, тренер: Пол Уэбстер                               |
| Чемпионат мира по кёрлингу среди юниоров 2025 Кортина-д’Ампеццо, Италия, 12—21 апреля                    | Чемпионат мира по кёрлингу среди юниоров 2025 Кортина-д’Ампеццо, Италия, 12—21 апреля               | М                                                                                                   | Италия (Stefano Spiller) | Норвегия (Lukas Høstmælingen) | Шотландия (Orrin Carson) |
| Чемпионат мира по кёрлингу среди юниоров 2025 Кортина-д’Ампеццо, Италия, 12—21 апреля                    | Чемпионат мира по кёрлингу среди юниоров 2025 Кортина-д’Ампеццо, Италия, 12—21 апреля               | Ж                                                                                                   | Республика Корея (Kang Bo-bae) | Германия (Sara Messenzehl) | Канада (Allyson MacNutt) |
| Чемпионат мира по кёрлингу среди смешанных пар 2025 Фредериктон (Канада), 26 апреля – 3 мая              | Чемпионат мира по кёрлингу среди смешанных пар 2025 Фредериктон (Канада), 26 апреля – 3 мая         | Чемпионат мира по кёрлингу среди смешанных пар 2025 Фредериктон (Канада), 26 апреля – 3 мая         | Италия Стефания Константини / Амос Мозанер тренер: Марко Мариани                                                                             | Шотландия Дженнифер Доддс / Брюс Моуэт тренеры: Грег Драммонд, Росс Патерсон                                                          | Австралия Тали Гилл / Дин Хьюитт тренеры: Perry Marshall, Lisa Rogerson                                                                  |
| Чемпионат мира по кёрлингу среди ветеранов 2025 Фредериктон (Канада), 26 апреля – 3 мая                  | Чемпионат мира по кёрлингу среди ветеранов 2025 Фредериктон (Канада), 26 апреля – 3 мая             | М                                                                                                   | Канада (Randy Bryden) | Шотландия (Том Брюстер) | США (Mike Farbelow) |
| Чемпионат мира по кёрлингу среди ветеранов 2025 Фредериктон (Канада), 26 апреля – 3 мая                  | Чемпионат мира по кёрлингу среди ветеранов 2025 Фредериктон (Канада), 26 апреля – 3 мая             | Ж                                                                                                   | Шотландия (Джеки Локхарт) | Канада (Атина Форд-Джонстон) | Ирландия (Dale Sinclair) |
| Чемпионат Европы по кёрлингу 2025 (дивизион C) Эстерсунд (Швеция), 26 апреля – 1 мая                     | C                                                                                                   | M                                                                                                   | Латвия (Ритварс Гулбис) | Словения (Tomas Tisler) | Лихтенштейн (Lukas Matt) |
| Чемпионат Европы по кёрлингу 2025 (дивизион C) Эстерсунд (Швеция), 26 апреля – 1 мая                     | C                                                                                                   | Ж                                                                                                   | Словакия (Габриэла Каянова) | Израиль (Элана Соне) | Испания (Leyre Torralba Viela) |
| Чемпионат мира по кёрлингу среди юниорских смешанных пар 2025 Эдмонтон (Канада), 6–11 мая                | Чемпионат мира по кёрлингу среди юниорских смешанных пар 2025 Эдмонтон (Канада), 6–11 мая           | Чемпионат мира по кёрлингу среди юниорских смешанных пар 2025 Эдмонтон (Канада), 6–11 мая           | Италия · Lucrezia Grande / Stefano Spiller · тренер: Марко Мариани                                                                           | Дания · Katrine Schmidt / Jacob Schmidt · тренер: Ульрик Шмидт                                                                        | Республика Корея · Kang Bobae / Kim Hak Jun · тренер: Park Hyeonsoo                                                                      |

### Квалификации
| Турнир                                                                                                   | Квалифицировались                          |
| --- | ------------------------------------------ |
| Чемпионат мира по кёрлингу среди смешанных пар 2025 (квалификация 2024) Дамфрис (Шотландия), 1–7 декабря | Испания, Новая Зеландия, Турция, Финляндия |

## Турниры Федерации кёрлинга России
| Турнир                                                                             | Турнир                                                                             | Турнир                                                                             | Золото                                                             | Серебро                                                               | Бронза                                                                |
| ---------------------------------------------------------------------------------- | ---------------------------------------------------------------------------------- | ---------------------------------------------------------------------------------- | ------------------------------------------------------------------ | --------------------------------------------------------------------- | --------------------------------------------------------------------- |
| Кубок России по кёрлингу среди смешанных команд 2024 Новосибирск, 6—10 сентября    | Кубок России по кёрлингу среди смешанных команд 2024 Новосибирск, 6—10 сентября    | Кубок России по кёрлингу среди смешанных команд 2024 Новосибирск, 6—10 сентября    | Московская область 1 (Михаил Васьков)                              | Новосибирская область 1 (Александра Стояросова)                       | Иркутская область — Комсомолл 1 (Николай Лысаков)                     |
| Кубок России по кёрлингу среди смешанных пар 2024 Новосибирск, 13—16 сентября      | Кубок России по кёрлингу среди смешанных пар 2024 Новосибирск, 13—16 сентября      | Кубок России по кёрлингу среди смешанных пар 2024 Новосибирск, 13—16 сентября      | Московская область 1 (Анастасия Москалёва / Кирилл Суровов)        | Московская область 2 (Дарья Морозова / Михаил Васьков)                | Иркутская область – Комсомолл 1 (Елизавета Трухина / Николай Лысаков) |
| Кубок России по кёрлингу на колясках среди смешанных пар 2024 Сочи, 24—29 сентября | Кубок России по кёрлингу на колясках среди смешанных пар 2024 Сочи, 24—29 сентября | Кубок России по кёрлингу на колясках среди смешанных пар 2024 Сочи, 24—29 сентября | Москва 2 (Александра Чечёткина / Андрей Мещеряков)                 | Санкт-Петербург (Анна Карпушина / Алексей Любимцев)                   | Москва 1 (Юлия Никитина / Александр Шевченко)                         |
| Кубок России по кёрлингу среди мужчин 2024 Сочи, 4—8 декабря                       | Кубок России по кёрлингу среди мужчин 2024 Сочи, 4—8 декабря                       | Кубок России по кёрлингу среди мужчин 2024 Сочи, 4—8 декабря                       | Санкт-Петербург 1 (Алексей Тимофеев)                               | Иркутская область – Комсомолл 1 (Николай Лысаков)                     | Санкт-Петербург 2 (Герман Доронин)                                    |
| Кубок России по кёрлингу среди женщин 2024 Сочи, 11—15 декабря                     | Кубок России по кёрлингу среди женщин 2024 Сочи, 11—15 декабря                     | Кубок России по кёрлингу среди женщин 2024 Сочи, 11—15 декабря                     | Санкт-Петербург 1 (Диана Маргарян)                                 | Новосибирская область (Александра Стояросова)                         | Краснодарский край 1 (Ольга Жаркова)                                  |
| Кубок России по кёрлингу на колясках 2024 Сочи, 20—25 декабря                      | Кубок России по кёрлингу на колясках 2024 Сочи, 20—25 декабря                      | Кубок России по кёрлингу на колясках 2024 Сочи, 20—25 декабря                      | Самарская область (Игорь Ружейников)                               | Москва (Константин Курохтин)                                          | Санкт-Петербург (Алексей Любимцев)                                    |
| Чемпионат России по кёрлингу среди смешанных пар 2025 Сочи, 23—27 января           | Чемпионат России по кёрлингу среди смешанных пар 2025 Сочи, 23—27 января           | Чемпионат России по кёрлингу среди смешанных пар 2025 Сочи, 23—27 января           | Санкт-Петербург 2 (Анастасия Брызгалова / Александр Крушельницкий) | Иркутская область — Комсомолл 1 (Елизавета Трухина / Николай Лысаков) | Санкт-Петербург 3 (Нкеирука Езех / Олег Красиков)                     |
| Чемпионат России по кёрлингу на колясках среди смешанных пар 2025 Сочи, 2—7 марта  | Чемпионат России по кёрлингу на колясках среди смешанных пар 2025 Сочи, 2—7 марта  | Чемпионат России по кёрлингу на колясках среди смешанных пар 2025 Сочи, 2—7 марта  | Санкт-Петербург 1 (Анна Карпушина / Алексей Любимцев)              | Краснодарский край (Мария Генделева / Алексей Голивко)                | Москва (Александра Чечёткина / Андрей Мещеряков)                      |
| Чемпионат России по кёрлингу среди женщин 2025 Сочи, 3—12 апреля                   | Чемпионат России по кёрлингу среди женщин 2025 Сочи, 3—12 апреля                   | Чемпионат России по кёрлингу среди женщин 2025 Сочи, 3—12 апреля                   | УОР №2 (Санкт-Петербург; Алина Ковалёва)                           | Иркутская область — Комсомолл 1 (Елизавета Трухина)                   | Санкт-Петербург 1 (Диана Маргарян)                                    |
| Чемпионат России по кёрлингу среди мужчин 2025 Сочи, 12—21 апреля                  | Чемпионат России по кёрлингу среди мужчин 2025 Сочи, 12—21 апреля                  | Чемпионат России по кёрлингу среди мужчин 2025 Сочи, 12—21 апреля                  | Санкт-Петербург 1 (Алексей Тимофеев)                               | Краснодарский край (Сергей Глухов)                                    | Сборная Москвы (Тимофей Насонов)                                      |
| Чемпионат России по кёрлингу на колясках 2025 Новосибирск, 23—29 апреля            | Чемпионат России по кёрлингу на колясках 2025 Новосибирск, 23—29 апреля            | Чемпионат России по кёрлингу на колясках 2025 Новосибирск, 23—29 апреля            | Москва (Константин Курохтин)                                       | Санкт-Петербург 1 (Алексей Любимцев)                                  | Гранитъ (Челябинская область; Игорь Ружейников)                       |
| Чемпионат России по кёрлингу среди смешанных команд 2025 Иркутск, 2—6 мая          | Чемпионат России по кёрлингу среди смешанных команд 2025 Иркутск, 2—6 мая          | Чемпионат России по кёрлингу среди смешанных команд 2025 Иркутск, 2—6 мая          | Иркутская область — Комсомолл 3 (Елизавета Трухина)                | Новосибирская область 2 (Иван Казачков)                               | Санкт-Петербург 2 (Даниил Горячев)                                    |

- Источник:[4]
- Видео: Официальный канал Russian Curling TV на RuTube

## Национальные турниры

### Австралия
| Турнир                                                                       | Золото                 | Серебро                             | Бронза                    |
| ---------------------------------------------------------------------------- | ---------------------- | ----------------------------------- | ------------------------- |
| Чемпионат Австралии по кёрлингу среди мужчин 2024 Несби, 13–16 мая           | Хью Милликин           | Мэтт Панусси                        | Ian Gagnon                |
| Чемпионат Австралии по кёрлингу среди женщин 2024 Несби, 13–16 мая           | Хелен Уильямс          | Энн Пауэлл                          | Roslyn Gallagher          |
| Чемпионат Австралии по кёрлингу среди смешанных команд 2024 Несби, 16–19 мая | Мэтт Панусси           | Dustin Armstrong                    | Хью Милликин              |
| Чемпионат Австралии по кёрлингу среди смешанных пар 2024 Несби, 20–23 мая    | Тали Гилл / Дин Хьюитт | Дженнифер Уэстхейген / Мэтт Панусси | Jayna Gill / Thomas Bence |

Источник:

### Венгрия
| Турнир                                                                               | Золото                      | Серебро                                   | Бронза                                 |
| ------------------------------------------------------------------------------------ | --------------------------- | ----------------------------------------- | -------------------------------------- |
| Чемпионат Венгрии по кёрлингу среди смешанных пар 2025 Будапешт, 23–27 октября       | Линда Йоо / Raul Kárász     | Blanka Dencső / Gergely Szabó             | Vera Kalocsai-van Dorp / Ottó Kalocsay |
| Чемпионат Венгрии по кёрлингу среди мужчин 2025 Будапешт, 31 января – 16 февраля     | PTSE Men                    | UTE United Leads                          | Vasas Szenior Férfi                    |
| Чемпионат Венгрии по кёрлингу среди женщин 2025 Будапешт, 1–16 февраля               | Vasas Nők                   | Hackers                                   | FTC Girl Jam                           |
| Чемпионат Венгрии по кёрлингу среди юниорских смешанных пар 2025 Будапешт, 7–9 марта | Lauchsz Laura - Kárász Raul | Szurmay Emma Erzsébet - Ferenci Baján Kán | Tudor Mihalca – Emma Ganea             |
| Чемпионат Венгрии по кёрлингу среди смешанных команд 2025 ?, ?                       |                             |                                           |                                        |

Источник:

### Дания
| Турнир                                                                             | Турнир                                                                             | Золото                                                                                        | Серебро                                                                                                  | Бронза                                                                           |
| ---------------------------------------------------------------------------------- | ---------------------------------------------------------------------------------- | --------------------------------------------------------------------------------------------- | --- | -------------------------------------------------------------------------------- |
| Чемпионат Дании по кёрлингу среди смешанных команд Видовре, 27—29 сентября 2024    | Чемпионат Дании по кёрлингу среди смешанных команд Видовре, 27—29 сентября 2024    | Team Landmann (HCC) Хенрик Хольтерман, Emilie Holtermann, Henrik Lander, Charlotte Holtermann | Team Mixed Landshold (GCC / TCC / HCC) Karolina Jensen, Liam Goldbeck, Габриэлла Квист, Christian Karger | Team Mix (HCC) Charlotte Jurlander, Kevin Horsdal, Marissa Drewsen, Paul Stühler |
| Чемпионат Дании по кёрлингу среди ветеранов Эсбьерг, 10—12 января                  | М                                                                                  | Søren Tidmand                                                                                 | Микаэль Квист                                                                                            | Bent Kristoffersen                                                               |
| Чемпионат Дании по кёрлингу среди ветеранов Эсбьерг, 10—12 января                  | Ж                                                                                  | женский турнир не проводился                                                                  | женский турнир не проводился                                                                             | женский турнир не проводился                                                     |
| Чемпионат Дании по кёрлингу среди юниорских смешанных пар Гентофте, 17—19 января   | Чемпионат Дании по кёрлингу среди юниорских смешанных пар Гентофте, 17—19 января   | Katrine Schmidt / Jacob Schmidt                                                               | Maja Nyboe / Kasper Jurlander                                                                            | Emilie Holterman / Nikki Jensen                                                  |
| Чемпионат Дании по кёрлингу на колясках среди смешанных пар Гентофте, 17—19 января | Чемпионат Дании по кёрлингу на колясках среди смешанных пар Гентофте, 17—19 января | Helle Schmidt / Kenneth Ørbæk                                                                 | Sussie Nielsen / Peter Nielsen                                                                           | —                                                                                |
| Чемпионат Дании по кёрлингу среди мужчин 2025 Видовре, 31 января — 2 февраля       | Чемпионат Дании по кёрлингу среди мужчин 2025 Видовре, 31 января — 2 февраля       | Расмус Стьерне                                                                                | Каспер Викстен                                                                                           | Jacob Schmidt                                                                    |
| Чемпионат Дании по кёрлингу среди женщин 2025 Видовре, 31 января — 2 февраля       | Чемпионат Дании по кёрлингу среди женщин 2025 Видовре, 31 января — 2 февраля       | Мадлен Дюпон                                                                                  | Katrine Schmidt                                                                                          | —                                                                                |
| Чемпионат Дании по кёрлингу среди смешанных пар 2025 Гентофте, 7—9 февраля         | Чемпионат Дании по кёрлингу среди смешанных пар 2025 Гентофте, 7—9 февраля         | Ясмин Ландер / Хенрик Хольтерман                                                              | Натали Викстен / Каспер Викстен                                                                          | Katrine Schmidt / Jacob Schmidt                                                  |
| Чемпионат Дании по кёрлингу среди юниоров Видовре, 14—17 марта                     | М                                                                                  |                                                                                               | |                                                                                  |
| Чемпионат Дании по кёрлингу среди юниоров Видовре, 14—17 марта                     | Ж                                                                                  |                                                                                               | |                                                                                  |

источник:

### Италия
| Турнир | Турнир | Золото | Серебро | Бронза |
| --- | --- | --- | --- | --- |
| Чемпионат Италии по кёрлингу среди смешанных пар 2025 Брунико, 30 января — 2 февраля                                        | Чемпионат Италии по кёрлингу среди смешанных пар 2025 Брунико, 30 января — 2 февраля                              | Ракеле Скалессе / Альберто Пимпини | Джулия Дзардини Лачеделли / Франческо де Дзанна                                                                             | Стефания Константини / Alberto Zisa                                                                                  |
| Чемпионат Италии по кёрлингу на колясках среди смешанных пар 2025 Чембра, 15—16 февраля                                     | Чемпионат Италии по кёрлингу на колясках среди смешанных пар 2025 Чембра, 15—16 февраля                           | Angela Menardi / Matteo Ronzani | Alessia Magnabosco / Maurizio Cagol                                                                                         | Ориетта Берто / Паоло Иориатти                                                                                       |
| Чемпионат Италии по кёрлингу среди мужчин 2025 20—23 февраля 2024                                                           | Чемпионат Италии по кёрлингу среди мужчин 2025 20—23 февраля 2024                                                 | Trentino Curling Cembra Жоэль Реторна, Амос Мозанер, Себастьяно Арман, Маттия Джованелла                                              | Bormio curling Stefano Spiller, Cesare Spiller, Adelin Caragia, Mattia Vitalini, запасной: Davide Urbani                    | MJ Academy AM Stefano Gilli, Andrea Gilli, Francesco Vigliani, Fabio Fernando Carlisano                              |
| Чемпионат Италии по кёрлингу среди женщин 2025 6—9 марта 2025                                                               | Чемпионат Италии по кёрлингу среди женщин 2025 6—9 марта 2025                                                     | Dolomiti Constantini Almaviva Стефания Константини, Джулия Дзардини Лачеделли, Елена Матис, Марта Ло Дезерто, запасной: Анджела Ромеи | MJ Academy AF Ребекка Мариани, Lucrezia Grande, Letizia Gaia Carlisano, Ракеле Скалессе                                     | Virtus Piemonte Ghiaccio AF Денизе Пимпини, Emanuela Matino, Roberta Giulianella Vergagni, Radha Singh Torta         |
| Чемпионат Италии по кёрлингу среди смешанных команд 2025 Турин, 15 ноября 2024 — 1 марта 2024; Клаут, 15—16 марта           | Чемпионат Италии по кёрлингу среди смешанных команд 2025 Турин, 15 ноября 2024 — 1 марта 2024; Клаут, 15—16 марта | Mole2020 Mixed Giorgia Maurino, Stefano Perucca, Barbara Gentile, Eugenio Molinatti                                                   | Virtus Piemonte Mixed Fabio Sola, Денизе Пимпини, Edoardo Filineri, Emanuela Matino                                         | VPG Mixed Lorenzo Piatti, Radha Singh Torta, Matteo Bonnet, Roberta Giulianella Vergagni, запасной: Eraldo Quero     |
| Чемпионат Италии по кёрлингу среди юниоров 2025 квалификация: 15 ноября 2024 – 16 марта 2025, плей-офф: Чембра, 29—30 марта | М | | | |
| Чемпионат Италии по кёрлингу среди юниоров 2025 квалификация: 15 ноября 2024 – 16 марта 2025, плей-офф: Чембра, 29—30 марта | Ж | | | |
| Чемпионат Италии по кёрлингу на колясках 2025 Клаут, 29—30 марта                                                            | Чемпионат Италии по кёрлингу на колясках 2025 Клаут, 29—30 марта                                                  | Albatrostone Паоло Иориатти, Gabriele Dallapiccola, Ориетта Берто, Maddalena Casagranda                                               | Albatros Trento Maurizio Cagol, Sergio Deflorian, Rosario Sevegnani, Alessia Magnabosco, запасной: Dorothea Theresia Agetle | Disval Asd Egidio Marchese, Emanuele Spelorzi, Giuliana Turra, Leila Sinisi, запасные: Angela Menardi, Fabrizio Bich |

источник:

### Канада
Источник:

#### Чемпионаты
| Турнир | Турнир | Золото | Серебро | Бронза |
| --- | --- | --- | --- | --- |
| Чемпионат Канады по кёрлингу среди смешанных команд 2024 Сент-Катаринс (Онтарио), 3—9 ноября                        | Чемпионат Канады по кёрлингу среди смешанных команд 2024 Сент-Катаринс (Онтарио), 3—9 ноября                        | Новая Шотландия (Owen Purcell)                                                                                    | Саскачеван (Jason Ackerman) | Онтарио (Jayden King)                                                                                           |
| Чемпионат Канады по кёрлингу среди клубов 2024 Барри, Онтарио, 18—24 ноября                                         | М | Онтарио (Jordan Keon)                                                                                             | Манитоба (Zachary Wasylik) | Северное Онтарио (Dylan Johnston)                                                                               |
| Чемпионат Канады по кёрлингу среди клубов 2024 Барри, Онтарио, 18—24 ноября                                         | Ж | Новая Шотландия (Michelle Armstrong)                                                                              | Остров Принца Эдуарда (Amanda Power)                                                                                                | Манитоба (Deb McCreanor)                                                                                        |
| Чемпионат Канады по кёрлингу среди ветеранов 2024 Монктон (Нью-Брансуик), 1—7 декабря                               | М | Саскачеван (Randy Bryden)                                                                                         | Альберта (James Pahl) | Нью-Брансуик (Грант Одишоу)                                                                                     |
| Чемпионат Канады по кёрлингу среди ветеранов 2024 Монктон (Нью-Брансуик), 1—7 декабря                               | Ж | Альберта (Атина Форд-Джонстон)                                                                                    | Онтарио (Jo-Ann Rizzo) | Новая Шотландия (Мэри Сью Рэдфорд)                                                                              |
| Канадский олимпийский отбор по кёрлингу среди смешанных пар 2025 Liverpool (Новая Шотландия), 30 декабря — 4 января | Канадский олимпийский отбор по кёрлингу среди смешанных пар 2025 Liverpool (Новая Шотландия), 30 декабря — 4 января | Джоселин Петерман / Бретт Галлант                                                                                 | Рейчел Хоман / Брендан Боттчер | Лиза Уигл / Джон Эппинг                                                                                         |
| Чемпионат Канады по кёрлингу U18 2025 Саскатун (Саскачеван), 16—22 февраля                                          | М | Новая Шотландия 1 (Zach Atherton)                                                                                 | Онтарио (Tyler MacTavish) | Квебек 2 (Zachary Janidlo)                                                                                      |
| Чемпионат Канады по кёрлингу U18 2025 Саскатун (Саскачеван), 16—22 февраля                                          | Ж | Новая Шотландия 1 (Cassidy Blades)                                                                                | Альберта 2 (Abby Desormeau) | Онтарио 1 (Katrina Frlan)                                                                                       |
| Чемпионат Канады по кёрлингу среди женщин 2025 Тандер-Бей (Онтарио), 14—23 февраля                                  | Чемпионат Канады по кёрлингу среди женщин 2025 Тандер-Бей (Онтарио), 14—23 февраля                                  | Канада (Рейчел Хоман)                                                                                             | Манитоба (Керри Эйнарсон) | Новая Шотландия (Christina Black)                                                                               |
| Чемпионат Канады по кёрлингу среди университетов 2025 Летбридж (Альберта), 24—28 февраля                            | М | Онтарио · Wilfrid Laurier Golden Hawks (Mulima)                                                                   | Онтарио · Carleton Ravens (Nicholls)                                                                                                | Ньюфаундленд и Лабрадор · Memorial Sea-Hawks (Perry)                                                            |
| Чемпионат Канады по кёрлингу среди университетов 2025 Летбридж (Альберта), 24—28 февраля                            | Ж | Онтарио · Wilfrid Laurier Golden Hawks (Artichuk)                                                                 | Онтарио · McMaster Marauders (Fitzgerald)                                                                                           | Новая Шотландия · Dalhousie Tigers (MacNutt)                                                                    |
| Чемпионат Канады по кёрлингу среди колледжей 2025 Летбридж (Альберта), 24—28 февраля                                | М | Онтарио · Mohawk Mountaineers (Jones)                                                                             | Альберта · SAIT Trojans (Baum) | Альберта · Red Deer Polytechnic Kings (Woznesensky)                                                             |
| Чемпионат Канады по кёрлингу среди колледжей 2025 Летбридж (Альберта), 24—28 февраля                                | Ж | Британская Колумбия · PACWEST (Bowles)                                                                            | Альберта · Red Deer Polytechnic Queens (Raniseth)                                                                                   | Альберта · Concordia Thunder (Wood)                                                                             |
| Чемпионат Канады по кёрлингу среди мужчин 2025 Келоуна (Британская Колумбия), 28 февраля — 9 марта                  | Чемпионат Канады по кёрлингу среди мужчин 2025 Келоуна (Британская Колумбия), 28 февраля — 9 марта                  | Альберта (Брэд Джейкобс)                                                                                          | Манитоба (Мэттью Данстон) | Канада (Брэд Гушу)                                                                                              |
| Чемпионат Канады по кёрлингу среди смешанных пар 2025 Саммерсайд (Остров Принца Эдуарда), 16—21 марта               | Чемпионат Канады по кёрлингу среди смешанных пар 2025 Саммерсайд (Остров Принца Эдуарда), 16—21 марта               | Кадриана Лотт / Колтон Лотт                                                                                       | Marlee Powers / Luke Saunders | Kira Brunton / Jacob Horgan, Melissa Adams / Alex Robichaud                                                     |
| Чемпионат Канады по кёрлингу среди юниоров 2025 Саммерсайд (Остров Принца Эдуарда), 22—30 марта                     | М | Новая Шотландия 2 (Calan MacIsaac)                                                                                | Нью-Брансуик (Rajan Dalrymple) | Новая Шотландия 1 (Zach Atherton)                                                                               |
| Чемпионат Канады по кёрлингу среди юниоров 2025 Саммерсайд (Остров Принца Эдуарда), 22—30 марта                     | Ж | Альберта 1 (Myla Plett)                                                                                           | Квебек 1 (Jolianne Fortin) | Британская Колумбия (Holly Hafeli)                                                                              |
| Чемпионат Канады по кёрлингу на колясках 2025 Бушервиль (Квебек), 28 апреля — 3 мая                                 | Чемпионат Канады по кёрлингу на колясках 2025 Бушервиль (Квебек), 28 апреля — 3 мая                                 | Северное Онтарио · Douglas Dean, Gino Sonego, Rick Bell, Lola Graham, Aimee Epp (запасной), Doug Gelmich (тренер) | Квебек 1 · Carl Marquis, Johanne Mathieu, Sébastien Boisvert, Noemie Gagné, François Lacourse (запасной), Germain Tremblay (тренер) | Британская Колумбия 1 · Rick Robinson, Айна Форрест, Джерри Аустгарден, Glen McDonald, Sharon Morrison (тренер) |

#### Турниры открытия сезона
| Турнир                                                          | Турнир | Winning skip        | Runner-up skip       |
| --------------------------------------------------------------- | ------ | ------------------- | -------------------- |
| U25 NextGen Classic Эдмонтон, Альберта, 27 августа – 2 Сентября | М      | Jordon McDonald     | Jayden King          |
| U25 NextGen Classic Эдмонтон, Альберта, 27 августа – 2 Сентября | Ж      | Taylor Reese-Hansen | Gracelyn Richards    |
| U25 NextGen Classic Эдмонтон, Альберта, 27 августа – 2 Сентября | MD     | Zheng / Pietrangelo | Arbuckle / Macdonell |
| PointsBet Invitational 2024 Калгари, Альберта, 25–29 Сентября   | М      | Майк Макьюэн        | Брэд Гушу            |
| PointsBet Invitational 2024 Калгари, Альберта, 25–29 Сентября   | Ж      | Рейчел Хоман        | Kayla Skrlik         |

### Латвия
| Турнир                                                                                | Турнир                                                                               | Золото | Серебро | Бронза                                                                                                  |
| ------------------------------------------------------------------------------------- | ------------------------------------------------------------------------------------ | --- | --- | --- |
| Чемпионат Латвии по кёрлингу на колясках среди смешанных пар 2025 Рига, 7—12 октября  | Чемпионат Латвии по кёрлингу на колясках среди смешанных пар 2025 Рига, 7—12 октября | Полина Рожкова / Агрис Ласманс                                                                                                 | Linda Meijere / Оярс Бриедис | Irīda Janeviča / Александрс Димбовскис                                                                  |
| Чемпионат Латвии по кёрлингу среди юниорских смешанных пар 2025 Рига, 20—26 января    | Чемпионат Латвии по кёрлингу среди юниорских смешанных пар 2025 Рига, 20—26 января   | Katrīna Gaidule / Roberts Reinis Buncis                                                                                        | Эвелина Бароне / Kristaps Zass | Dārta Regža / Toms Sondors                                                                              |
| Чемпионат Латвии по кёрлингу среди смешанных команд 2025 Рига, 14—15 февраля          | Чемпионат Латвии по кёрлингу среди смешанных команд 2025 Рига, 14—15 февраля         | A41 / Gulbis Roberts Reinis Buncis, Ритварс Гулбис, Katrīna Gaidule, Betija Gulbe                                              | SK OB / Mangale Linda Mangale, Evija Dompalma-Linuža, Roberts Blaubuks, Viktors Vasevičs                                                       | — |
| Чемпионат Латвии по кёрлингу среди смешанных пар 2025 Рига, 26 февраля — 2 марта      | Чемпионат Латвии по кёрлингу среди смешанных пар 2025 Рига, 26 февраля — 2 марта     | KKR (Katrīna Gaidule / Roberts Reinis Buncis)                                                                                  | JKK (Эвелина Бароне / Kristaps Zass) | CC Rīga (Sabīne Jeske / Арнис Вейдеманис)                                                               |
| Чемпионат Латвии по кёрлингу среди юниоров 2025 Рига, 10—16 марта                     | М                                                                                    | TKK/Zass Kristaps Zass, Krišjānis Java, Toms Sondors, Eduards Seļiverstovs, запасной: Deniss Smirnovs                          | VKK/Cirvelis Ričards Cirvelis, Rihards Janbergs                                                                                                | — |
| Чемпионат Латвии по кёрлингу среди юниоров 2025 Рига, 10—16 марта                     | Ж                                                                                    | JKK/Barone Эвелина Бароне, Rēzija Ieviņa, Veronika Apse, Marija Seļiverstova, запасной: Letīcija Ieviņa                        | SK OB/Regža Viktorija Ščepaviča, Agate Regža, Dārta Regža, Katrīna Gaidule                                                                     | — |
| Чемпионат Латвии по кёрлингу среди мужчин 2025 Рига, 7—13 апреля                      | Чемпионат Латвии по кёрлингу среди мужчин 2025 Рига, 7—13 апреля                     | CC Rīga / Veidemanis Арнис Вейдеманис, Roberts Reinis Buncis, Рихардс Еске, Aleksandrs Baranovskis, запасной: Dāvis Karpovskis | CC Rīga / Gulbis Ритварс Гулбис, Jānis Klīve, Айварс Авотиньш, Sandris Buholcs, запасной: Mārtiņš Trukšāns                                     | VKK / Krimskis Aivis Krimskis, Dzintars Bērziņš, Jānis Vonda, Andris Janbergs, запасной: Rihards Trulis |
| Чемпионат Латвии по кёрлингу на колясках среди смешанных пар 2025 (???) Рига, 5—8 мая |                                                                                      | | | |
| Чемпионат Латвии по кёрлингу среди женщин 2025 Рига, 12—19 мая                        | Чемпионат Латвии по кёрлингу среди женщин 2025 Рига, 12—19 мая                       | JKK / Barone Эвелина Бароне, Letīcija Ieviņa, Rēzija Ieviņa, Veronika Apse, запасная: Marija Seļiverstova                      | VKK / Blumberga-Bērziņa Katrīna Gaidule, Санта Блумберга-Берзиня, Betija Gulbe, Elīza Stabulniece, запасная: Ieva Redliha, тренер: Ева Рудзите | KKR / Avena Sabīne Jeske, Zane Ilze Brakovska, Дайна Бароне, Līga Avena                                 |

источник:

### Литва
| Турнир                                                                     | Турнир                                                                     | Золото                           | Серебро                             | Бронза |
| -------------------------------------------------------------------------- | -------------------------------------------------------------------------- | -------------------------------- | ----------------------------------- | ------ |
| Чемпионат Литвы по кёрлингу среди смешанных пар 2025 Вильнюс, 25—27 апреля | Чемпионат Литвы по кёрлингу среди смешанных пар 2025 Вильнюс, 25—27 апреля | Akvilė Rykovė / Konstantin Rykov | Mintautė Jurkutė / Paulius Rymeikis | —      |
| Чемпионат Литвы по кёрлингу среди мужчин 2025 Вильнюс, 8—11 мая            |                                                                            |                                  |                                     |        |
| Чемпионат Литвы по кёрлингу среди женщин 2025 Вильнюс, 8—11 мая            |                                                                            |                                  |                                     |        |

источник:

### Новая Зеландия
| Турнир                                                                             | Золото                                                                            | Серебро                                                               | Бронза                                                        |
| ---------------------------------------------------------------------------------- | --------------------------------------------------------------------------------- | --------------------------------------------------------------------- | ------------------------------------------------------------- |
| Чемпионат Новой Зеландии по кёрлингу среди смешанных команд 2024 Окленд, 1–3 июня  | Бретт Саргон, Холли Томпсон, Киран Форд, Olivia Russell                           | Sasha Goloborodko, Nikita Derevianko, Juliet Charko, Doug Charko      | William Sheard, Eleanor Heald, Benjamin Frew, Tahlia Petersen |
| Чемпионат Новой Зеландии по кёрлингу среди мужчин 2024 Несби, 26–30 июня           | Антон Худ, Бен Смит, Бретт Саргон, Хантер Уокер                                   | Питер де Бур, Jared Palanuik, Gordon Hay, Фил Даулинг                 | Шон Бекер, Скотт Бекер, Уоррен Добсон, James Becker           |
| Чемпионат Новой Зеландии по кёрлингу среди женщин 2024 Несби, 26–30 июня           | Бриджет Бекер, Холли Томпсон, Натали Терлоу, Cassie Becker, запасной: Abby Peddie | Кортни Смит, Джессика Смит, Grace Apuwai-Bishop, Temika Apuwai-Bishop | Chelsea Suddens, Thivya Turner, Sophie Tran, Ariel Weber      |
| Чемпионат Новой Зеландии по кёрлингу среди смешанных пар 2024 Несби, 15–18 августа | Джессика Смит / Бен Смит                                                          | Кортни Смит / Антон Худ                                               | Бриджет Бекер / Шон Бекер                                     |

Источник:

### Норвегия
| Турнир                                                                                      | Турнир                                                                                      | Золото | Серебро | Бронза |
| ------------------------------------------------------------------------------------------- | ------------------------------------------------------------------------------------------- | --- | --- | --- |
| Чемпионат Норвегии по кёрлингу среди юниорских смешанных пар 2025 Лиллехаммер, 16—17 ноября | Чемпионат Норвегии по кёрлингу среди юниорских смешанных пар 2025 Лиллехаммер, 16—17 ноября | Nora Østgård / Eskil Eriksen | Sylvi Hausstâtter / Sigurd L. Svorkmo | Andrine V Rønning / Harald Dæhlin |
| Чемпионат Норвегии по кёрлингу среди мужчин 2025 Халден, 6—9 февраля                        | Чемпионат Норвегии по кёрлингу среди мужчин 2025 Халден, 6—9 февраля                        | Lag Høstmælingen, Lillehammer CK (Лиллехаммер) Lukas Høstmælingen, Grunde Burås, Tinius Nordbye, Magnus Lillebø | Lag Ramsfjell, Trondheim CK (Тронхейм) Магнус Рамсфьелл, Мартин Сесакер, Бендик Рамсфьелл, Гауте Непстад | Lag Nergård, Snarøen CC (Осло) Стеффен Вальстад, Магнус Недреготтен, Торгер Нергор, Ole Martin Davanger |
| Чемпионат Норвегии по кёрлингу среди женщин 2025 Халден, 6—9 февраля                        | Чемпионат Норвегии по кёрлингу среди женщин 2025 Халден, 6—9 февраля                        | Lag OCE Bjørnstad, Oppdal CK (Оппдал) Туриль Бьёрнстад, Nora Østgård, Ингеборг Форбрегд, Эйрин Месло | Lag Rørvik, Lillehammer CK (Лиллехаммер) Кристин Скаслиен, Марианне Рёрвик, Милле Хаслев Нурбю, Эйлин Хьерланн | Lag Hausstätter, Lillehammer CK (Лиллехаммер) Sylvi Hausstätter, Andrine Vollan Rønning, Lydia Andvik Haagensen, Мартине Воллан Рённинг                                                                               |
| Чемпионат Норвегии по кёрлингу среди ветеранов 2025 Кристиансанн, 21—23 февраля             | М                                                                                           | Lag Ugland, Christiandssands CC (Кристиансанн) Even Ugland, Roffe Sagen, Karsten Sandåker, Jan Sverre Karterud | Lag de Lange, Jar CK Эспен де Ланге, Торе Торвбротен, Morten Tveit, Rob Wood | Lag Andreassen, Risenga CK (Осло) Челль Берг, Стиг-Арне Гуннестад, Тормод Андреассен, Halvard Kverne, запасной: Håvard Nore                                                                                           |
| Чемпионат Норвегии по кёрлингу среди ветеранов 2025 Кристиансанн, 21—23 февраля             | Ж                                                                                           | не проводился | не проводился | не проводился |
| Чемпионат Норвегии по кёрлингу среди смешанных пар 2025 Тронхейм, 28 февраля — 2 марта      | Чемпионат Норвегии по кёрлингу среди смешанных пар 2025 Тронхейм, 28 февраля — 2 марта      | Кристин Скаслиен / Магнус Недреготтен | Nora Østgård / Eskil Eriksen | Мартине Рённинг / Матиас Бранден |
| Чемпионат Норвегии по кёрлингу среди юниоров 2025 Оппдал, 7—8 марта                         | М                                                                                           | Lag Høstmælingen, Lillehammer CK (Лиллехаммер) Lucas Høstmælingen, Tinius Haslev Nordbye, Magnus Lunde, Eskil Eriksen                                                                                                 | Lag Lundberg, Lillehammer CK (Лиллехаммер) Sindre S. Lundberg, Sigurd S.Lundberg, Emil Kolstø, Torstein Høiholt-Vågsnes, запасной: Oscar Nydahl                                                                       | Lag OCE Mjøen, Oppdal CK (Оппдал) Markus D. Dale, Anders Mjøen, Emil S. Sæther, Jonathan S. Got, запасной: Erland S. Loe                                                                                              |
| Чемпионат Норвегии по кёрлингу среди юниоров 2025 Оппдал, 7—8 марта                         | Ж                                                                                           | проводился абсолютный чемпионат, 6 мужских и 1 женская команды, только групповой этап, чемпион Норвегии — по максимуму побед, отдельно женский турнир не проводился, женская команда Lag Hausstätter заняла 6-е место | проводился абсолютный чемпионат, 6 мужских и 1 женская команды, только групповой этап, чемпион Норвегии — по максимуму побед, отдельно женский турнир не проводился, женская команда Lag Hausstätter заняла 6-е место | проводился абсолютный чемпионат, 6 мужских и 1 женская команды, только групповой этап, чемпион Норвегии — по максимуму побед, отдельно женский турнир не проводился, женская команда Lag Hausstätter заняла 6-е место |
| Чемпионат Норвегии по кёрлингу среди смешанных команд 2025 Осло, 25—27 апреля               | Чемпионат Норвегии по кёрлингу среди смешанных команд 2025 Осло, 25—27 апреля               | Lag Buraas, Lillehammer CK (Лиллехаммер) Grunde Buraas, Мартине Рённинг, Harald Dæhlin, Andrine Rønning | Lag Bjørke, Bygdøy CC (Осло) Kjetil Bjørke, Майя Рамсфьелл, Lasse Vinje, Пиа Трульсен | Lag Skaga, Stabekk CK (Стабек) / Jevnaker CK (Евнакер) Ингвиль Скага, Nicolai Sommervold, Marina Hauser, Tom Borgersen, запасной: Janne Fossen                                                                        |

Источник:

### Республика Корея (Южная Корея)
| Турнир                                                                              | Золото                                                                                         | Серебро                                                                                  | Бронза                                                                                          |
| ----------------------------------------------------------------------------------- | ---------------------------------------------------------------------------------------------- | ---------------------------------------------------------------------------------------- | ----------------------------------------------------------------------------------------------- |
| Чемпионат Республики Корея по кёрлингу среди мужчин 2024 Ыйджонбу, 9–17 июня        | Uiseong-gun Office Lee Jae-beom, Ким Хё Джун, Пхё Джон Мин, Ким Ын Бин, запасной: Ким Джин Хун | Gangwon Province Пак Чон Док, Чон Ён Сок, О Сын Хун, Ли Ги Бок, запасной: Сон Джи Хун    | Gyeongbuk Sports Council Ким Су Хёк, Ким Чхан Мин, Ю Мин Хён, Ким Хак Кюн, запасной: Чон Джэ Ик |
| Чемпионат Республики Корея по кёрлингу среди женщин 2024 Ыйджонбу, 9–17 июня        | Gyeonggi Province Ким Ынджи, Ким Мин Джи, Ким Су Джи, Соль Е Ын, запасной: Соль Е Джи          | Chuncheon City Hall Ха Сын Ён, Ким Хе Рин, Ян Тхэ И, Ким Су Джин, запасной: Park Seo-jin | Gangneung City Hall Ким Ын Джон, Ким Гён Э, Ким Чхо Хи, Ким Сон Ён, запасной: Ким Ён Ми         |
| Чемпионат Республики Корея по кёрлингу среди смешанных пар 2024 Чинчхон, 20–28 июля | Gangwon B Ким Гён Э / Сон Джи Хун                                                              | Gangwon A Ким Чхо Хи / Ли Ги Бок                                                         | Chuncheon Ким Хе Рин / Ю Мин Хён                                                                |

### США
| Турнир | Турнир | Золото | Серебро                                                                                                | Бронза                                                                                              |
| --- | --- | --- | --- | --------------------------------------------------------------------------------------------------- |
| Чемпионат США по кёрлингу среди юниорских смешанных пар 2025 Дулут, 29 ноября — 1 декабря                                                         | Чемпионат США по кёрлингу среди юниорских смешанных пар 2025 Дулут, 29 ноября — 1 декабря                                                         | Heidi Holt / Zachary Brenden                                                                                    | Gianna Johnson / Will Podhradsky                                                                       | Ella Wendling / Benji Paral                                                                         |
| Чемпионат США по кёрлингу среди юниоров U18 Lafayette, 9—13 января                                                                                | М | Minnesota Guentzel: Mason Guentzel, Will Podhradsky, Leighton Hines, Jackson Askew                              | Mid-America Rose: Caiden Rose, DJ Neill, Adam Hein, Tate Reeder-Holman                                 | Wisconsin Kadlec: Austin Kadlec, Kyler Warring, Zac Hess, Davin Britton                             |
| Чемпионат США по кёрлингу среди юниоров U18 Lafayette, 9—13 января                                                                                | Ж | Minnesota Johnson: Allory Johnson, Gianna Johnson, Bailey Vaydich, Madeline Muscatell                           | Midwest Wendling: Ella Wendling, Heidi Holt, Rilee Kraft, Mae Hagenbuch, Lily Haws                     | GLCA Hollands: Jersey Hollands, Lillian Molitor, Kate Stevenson, Isabel Molitor                     |
| Чемпионат США по кёрлингу на колясках среди смешанных пар 2025 Villa Park, 10—13 января                                                           | Чемпионат США по кёрлингу на колясках среди смешанных пар 2025 Villa Park, 10—13 января                                                           | Лора Дуайер / Стивен Эмт                                                                                        | Оюна Уранчимэг / Мэтт Тумс                                                                             | Пэм Уилсон / Dan Rose                                                                               |
| Чемпионат США по кёрлингу среди мужчин 2025 Дулут, 27 января — 2 февраля                                                                          | Чемпионат США по кёрлингу среди мужчин 2025 Дулут, 27 января — 2 февраля                                                                          | Дулут (Миннесота) Кори Дропкин, Томас Хауэлл, Эндрю Стопера, Марк Феннер                                        | Часка (Миннесота) Daniel Casper, Luc Violette, Ben Richardson, Aidan Oldenburg, запасной: Рич Руохонен | Дулут (Миннесота) Джон Шустер, Крис Плайс, Колин Хафман, Мэтт Хэмилтон, запасной: Джон Лендстейнер  |
| Чемпионат США по кёрлингу среди женщин 2025 Дулут, 27 января — 2 февраля                                                                          | Чемпионат США по кёрлингу среди женщин 2025 Дулут, 27 января — 2 февраля                                                                          | Сент-Пол (Миннесота) Табита Питерсон, Кори Тиес, Тара Питерсон, Тейлор Андерсон-Хайде, запасной: Вики Персингер | Нашуа (Нью-Гэмпшир) Elizabeth Cousins, Annmarie Dubberstein, Allison Howell, Elizabeth Janiak          | Фарго (Северная Дакота) Christine McMakin, Miranda Scheel, Jenna Burchesky, Rebecca Rodgers         |
| Чемпионат США по кёрлингу среди смешанных пар 2025 (Американский олимпийский отбор по кёрлингу среди смешанных пар 2025) Lafayette, 17—23 февраля | Чемпионат США по кёрлингу среди смешанных пар 2025 (Американский олимпийский отбор по кёрлингу среди смешанных пар 2025) Lafayette, 17—23 февраля | Кори Тиес / Кори Дропкин                                                                                        | Сара Андерсон / Эндрю Стопера                                                                          | Madison Bear / Aiden Oldenburg                                                                      |
| Чемпионат США по кёрлингу среди ветеранов Траверс-Сити, 3—10 марта                                                                                | М | Mike Farbelow, Рич Руохонен, Билл Стопера, Даррен Лето                                                          | Jeff Wright, Sean Silver, Chris Schallmo, Russ Brown                                                   | Пол Пустовар, Ross Litman, Eric Beste, Mike Kniffin                                                 |
| Чемпионат США по кёрлингу среди ветеранов Траверс-Сити, 3—10 марта                                                                                | Ж | Margie Smith, Norma O’Leary, Shelly Kinney, Shelly Kosal                                                        | Julie Segovia, Cynthia Smith, Dena Rosenberry, Anna Murphy                                             | Tracy Lawless, Leslie McGregor, Lisa Johnson, Kim Wapola                                            |
| Чемпионат США по кёрлингу среди юниоров (U21) Bowling Green (Огайо), 1—6 апреля                                                                   | М | Caden Hebert, Jackson Bestland, Benji Paral, Jack Wendtland                                                     | Matthew Lannoye, Sawyer Koch, Ryan McCallum, Joseph Dobbs                                              | Ryan Church, DJ Neill, Lucas Berube, Andrew Picard                                                  |
| Чемпионат США по кёрлингу среди юниоров (U21) Bowling Green (Огайо), 1—6 апреля                                                                   | Ж | Allory Johnson, Gianna Johnson, Morgan Zacher, Bailey Vaydich                                                   | Addison Neill, Megan Stopera, Ella Fleming, Savannah Koch                                              | Bella Hagenbuch, Ella Wendling, Rilee Kraft, Mae Hagenbuch                                          |
| Чемпионат США по кёрлингу среди смешанных команд 2025 Денвер, 16—20 апреля                                                                        | Чемпионат США по кёрлингу среди смешанных команд 2025 Денвер, 16—20 апреля                                                                        | Колорадо David Falco, Becca Wood, Lance Wheeler, Clare Moores, тренер: Brian Brown                              | Висконсин Нина Рот, Крой Нернбергер, Tony Roth, Shalon Holbeck                                         | Калифорния Jesus Barajas, Kate Garfinkel, Erik Chiarella Jensen, Kristina Lugo, тренер: Dave Jensen |

источник:

### Финляндия
| Турнир                                                                                    | Турнир                                                                                    | Золото                                                                                        | Серебро                                                          | Бронза |
| ----------------------------------------------------------------------------------------- | ----------------------------------------------------------------------------------------- | --------------------------------------------------------------------------------------------- | ---------------------------------------------------------------- | --- |
| Чемпионат Финляндии по кёрлингу на колясках 2025 Харьявалта, 6—8 сентября                 | Чемпионат Финляндии по кёрлингу на колясках 2025 Харьявалта, 6—8 сентября                 | Маркку Карьялайнен, Сари Карьялайнен, Teemu Klasila, Веса Леппянен, запасной: Pekka Pälsynaho | Juha Rajala, Юрьё Яаскеляйнен, Ritva Lampinen, Harri Tuomaala    | — |
| Чемпионат Финляндии по кёрлингу на колясках среди смешанных пар 2025 Лохья, 20—22 декабря | Чемпионат Финляндии по кёрлингу на колясках среди смешанных пар 2025 Лохья, 20—22 декабря | Harri Tuomaala / Ritva Lampinen                                                               | Valeriina Silas / Juha Rajala                                    | Tiia Tallgren / Юрьё Яаскеляйнен                                                                                    |
| Чемпионат Финляндии по кёрлингу среди ветеранов 2025 Кангасниеми, 16—19 января            | М                                                                                         | Томи Рантамяки                                                                                | Timo Kauste                                                      | Oiva Manninen |
| Чемпионат Финляндии по кёрлингу среди ветеранов 2025 Кангасниеми, 16—19 января            | Ж                                                                                         | Тиина Юлкунен                                                                                 | —                                                                | — |
| Чемпионат Финляндии по кёрлингу среди женщин 2025 Йоэнсуу, 31 января — 2 февраля          | Чемпионат Финляндии по кёрлингу среди женщин 2025 Йоэнсуу, 31 января — 2 февраля          | Эстер Юхас, Margarita Evdokimova, Corrine Hänninen-Schultz, Veronika Juhasz                   | Janina Lindström. Emma Hansson. Frida Pettersson. Mari Wickström | Jenni Bäckman, Miia Autio, Valentina Lemettinen, Emilia Nordström, запасной: Susanna Säntti, тренер: Элина Виртаала |
| Чемпионат Финляндии по кёрлингу среди смешанных пар 2025 Мариехамн, 6—9 февраля           | Чемпионат Финляндии по кёрлингу среди смешанных пар 2025 Мариехамн, 6—9 февраля           | Тиина Суурипяя / Томи Рантамяки                                                               | Лотта Иммонен / Маркус Сипиля                                    | Mariia Kiiskinen / Калле Киискинен                                                                                  |
| Чемпионат Финляндии по кёрлингу среди смешанных команд 2025 Хювинкяа, 10—13 апреля        | Чемпионат Финляндии по кёрлингу среди смешанных команд 2025 Хювинкяа, 10—13 апреля        | Ville Forsström, Jami Heikkilä, Valentina Lemettinen, Emilia Nordström                        | Йерму Пёллянен, Тиина Юлкунен, Риикка Лоухивуори, Теему Сало     | Бонни Нилхамн-Куосманен, Калле Киискинен, Пааво Куосманен, Marjo Pajulahti-Kiiskinen                                |

источник:

### Чехия
| Турнир                                                                             | Турнир                                                                             | Золото | Серебро | Бронза |
| ---------------------------------------------------------------------------------- | ---------------------------------------------------------------------------------- | --- | --- | --- |
| Чемпионат Чехии по кёрлингу среди юниорских смешанных пар 2025 Прага, 15—18 ноября | Чемпионат Чехии по кёрлингу среди юниорских смешанных пар 2025 Прага, 15—18 ноября | Brnoso Sofie Krupičková / Ondřej Blaha тренер: Марек Черновский                                                    | DION WC Юлия Зелингрова / Вит Хабичовский тренер: Vladimír Černovský                                                                | Kameňáci Ema Košáková / Tobiáš Votava тренер: Martin Votava                                                                                  |
| Чемпионат Чехии по кёрлингу среди смешанных пар 2025 Прага, 31 января — 4 февраля  | Чемпионат Чехии по кёрлингу среди смешанных пар 2025 Прага, 31 января — 4 февраля  | Dion WC Юлия Зелингрова / Вит Хабичовский тренер: Vladimír Černovský                                               | ASC Dukla Зузана Паулова / Томаш Паул тренер: Kryštof Tabery                                                                        | LedoSO Sofie Krupičková / Ondřej Blaha тренер: Петра Климова                                                                                 |
| Чемпионат Чехии по кёрлингу среди мужчин 2025 Прага, 27 февраля — 4 марта          | Чемпионат Чехии по кёрлингу среди мужчин 2025 Прага, 27 февраля — 4 марта          | Zbraslav Klíma Лукаш Клима, Марек Черновский, Мартин Юрик, Лукаш Клипа, запасной: Радек Богач, тренер: Jan Zelingr | Dion Alpha Вит Хабичовский, Jakub Hanák, Aleš Hercok, David Jakl, запасной: Marek Bříza                                             | Zbraslav OH Karel Klíma, Томаш Паул, Ян Седлар, Jakub Skála, запасной: Dalibor Miklík, тренер: Томаш Паул                                    |
| Чемпионат Чехии по кёрлингу среди женщин 2025 Прага, 27 февраля — 4 марта          | Чемпионат Чехии по кёрлингу среди женщин 2025 Прага, 27 февраля — 4 марта          | Liboc 3 Михаэла Баудишова, Альжбета Анна Зелингрова, Aneta Müllernová, Karolína Špundová, запасной: Анна Кубешкова | Savona H Каролина Фредериксен, Zuzana Pražáková, Линда Немчокова, Гана Синачкова, запасной: Eliška Navrátilová, тренер: Radek Klima | Kolibris 7 Tereza Baudyšová, Ema Polívková, Klára Baudyšová, Klára Koscelanská, запасной: Зузана Паулова, тренер: Milan Polívka              |
| Чемпионат Чехии по кёрлингу среди юниоров 2025 Прага, 27 марта — 1 апреля          | М                                                                                  | | | |
| Чемпионат Чехии по кёрлингу среди юниоров 2025 Прага, 27 марта — 1 апреля          | Ж                                                                                  | | | |
| Чемпионат Чехии по кёрлингу среди ветеранов 2025 Прага, 11—13 апреля               | М                                                                                  | | | |
| Чемпионат Чехии по кёрлингу среди ветеранов 2025 Прага, 11—13 апреля               | Ж                                                                                  | | | |
| Чемпионат Чехии по кёрлингу среди смешанных команд 2025 Брно, 24—27 апреля         | Чемпионат Чехии по кёрлингу среди смешанных команд 2025 Брно, 24—27 апреля         | TřešňovICE Klára Cihlářová, Kateřina Lerlová, Tomáš Macek, Libor Čeloud                                            | SAVONA MM Eva Miklíková, Ondřej Mihola, Jana Jelínková, Dalibor Miklík, запасной: Jiří Deyl                                         | CB Cojee Tomáš Kadlec, Emma Seifriedová, Matylda Volfová, Vojtěch Švec, запасные: Ondřej Blaha, Melánia Kováčiková, тренер: Sofie Krupičková |
| Чемпионат Чехии по кёрлингу на колясках 2025 Прага, 26—27 апреля                   |                                                                                    | | | |

источник:

### Швейцария
| Турнир | Турнир                                                                                      | Золото | Серебро | Бронза |
| --- | ------------------------------------------------------------------------------------------- | --- | --- | --- |
| Чемпионат Швейцарии по кёрлингу на колясках среди смешанных пар 2025 Ветцикон, 17–19 января                            | Чемпионат Швейцарии по кёрлингу на колясках среди смешанных пар 2025 Ветцикон, 17–19 января | Lausanne Oberwallis (Лозанна/Бриг) Франсуаза Жакеро / Eric Décorvet                                                                                                   | Wetzikon 3 (Ветцикон) Marlise Schwitter / Oskar Thomann | Wetzikon 1 (Ветцикон) Patricia Felder / Marcel Bodenmann |
| Чемпионат Швейцарии по кёрлингу среди мужчин 2025 Берн, 3–8 февраля                                                    | Чемпионат Швейцарии по кёрлингу среди мужчин 2025 Берн, 3–8 февраля                         | Genève (Женева) Бенуа Шварц ван Беркель, Янник Шваллер, Свен Михель, Пабло Лаша, тренер: Ховард Вад Петерссон                                                         | Glarus Belvédère Asset Management AG (Гларус) Philipp Hösli, Marco Hösli, Симон Глоор, Justin Hausherr, запасной и тренер: Rolf Hösli                               | Oberwallis (Бриг) Ян Хесс, Ким Шваллер, Felix Eberhard, Том Винкельхаузен, запасной и тренер: Yves Stocker                                                               |
| Чемпионат Швейцарии по кёрлингу среди женщин 2025 Берн, 3–8 февраля                                                    | Чемпионат Швейцарии по кёрлингу среди женщин 2025 Берн, 3–8 февраля                         | Zug Gemperle AG (Цуг) Corrie Hürlimann, Marina Loertscher, Стефани Берсе, Celine Schwizgebel, тренер: Джанет Хюрлиман                                                 | Grasshopper Club Zürich (Цюрих) Xenia Schwaller, Selina Gafner, Fabienne Rieder, Selina Rychiger, запасной: Zoe Schwaller, тренер: Андреас Шваллер                  | Aarau HBL (Арау) Алина Пец, Сильвана Тиринцони, Селина Витшонке, Карол Ховальд, тренер: Пьер Шаретт                                                                      |
| Чемпионат Швейцарии по кёрлингу на колясках 2025 Берн, 5–8 февраля                                                     | Чемпионат Швейцарии по кёрлингу на колясках 2025 Берн, 5–8 февраля                          | Genève 1 (Женева) Murad Mirza, Лоран Кнойбюль, Oleksii Muravschykov, Isabelle Champion, тренер: Роман Борини                                                          | Bern (Берн) Ханс Бургенер, Konstantin Schmaeh, Pierre-Alain Tercier, Stéphanie Combremont, запасные: Mélanie Villars, Susanne von Gunten, тренер Konstantin Schmaeh | Lausanne Olympique (Лозанна) Eric Décorvet, Didier Recordon, Франсуаза Жакеро, Alain Guex, запасной: Kamilou Issaka                                                      |
| Чемпионат Швейцарии по кёрлингу среди ветеранов 2025 мужчины: Тоне, 21–23 февраля, женщины: Валлизеллен, 21–23 февраля | М                                                                                           | Luzern-City (Люцерн) Дитер Вюст, Йенс Писберген, Ernst Erb, Daniel Lüthi                                                                                              | Uzwil (Уцвиль) Andreas Bauer, Beat Brunner, Martin Louis, Roman Bauer                                                                                               | Solothurn Regio (Золотурн) Кристоф Шваллер, Доминик Андрес, Роберт Хюрлиман, Christoph Kaiser, запасной: Рольф Изели                                                     |
| Чемпионат Швейцарии по кёрлингу среди ветеранов 2025 мужчины: Тоне, 21–23 февраля, женщины: Валлизеллен, 21–23 февраля | Ж                                                                                           | Bern Capitals (Берн) Marianne Zürcher, Marlis Kurt, Ruth Dorner, Gabi Perret-Richter                                                                                  | Luzern (Люцерн) Николь Штраузак, Karin Durtschi, Sandra Witschonke, Sandra Born, запасной: Karin Lüthi                                                              | Kloten (Клотен) Марианн Флотрон, Мирьям Отт, Карин Лойтенеггер Баур, Monika Stadelmann, запасной: Ursula Humbel-Schmid                                                   |
| Чемпионат Швейцарии по кёрлингу среди смешанных пар 2025 Гштад, 5–8 марта                                              | Чемпионат Швейцарии по кёрлингу среди смешанных пар 2025 Гштад, 5–8 марта                   | Aarau (Арау) Алина Пец / Свен Михель | Bern-Glarus (Берн/Гларус) Стефани Берсе / Philipp Hösli | Zug 2 (Цуг) Laura Engler / Кевин Вундерлин |
| Чемпионат Швейцарии по кёрлингу среди смешанных команд 2025 Санкт-Галлен, 14–16 марта                                  | Чемпионат Швейцарии по кёрлингу среди смешанных команд 2025 Санкт-Галлен, 14–16 марта       | Wallisellen (Валлизеллен) Yves Wagenseil, Nora Wüest, Дитер Вюст, Marion Wüest                                                                                        | Bern Capitals (Берн) Jana Stritt, Марсель Койфелер, Adonia Brunner, Raymond Krenger, запасной: Beat Brunner                                                         | St. Gallen (Санкт-Галлен) Meico Oehninger, Laura Engler, Lukas Würmli, Andrea Stuber                                                                                     |
| Чемпионат Швейцарии по кёрлингу среди юниоров 2025 Тун, 14–16 марта, 20–23 марта                                       | М                                                                                           | Zug-Dübendorf (Цуг/Дюбендорф) Felix Lüthold, Leon Wittich, Livio Ernst, Jonas Feierabend, тренеры: Jonas Dietiker, Gregor Obrist                                      | Morges ACE&Company (Морж) Nathan Dryburgh, Liam Dryburgh, Thibaut Gertsch, Antoine Bovet, запасные: Grégoire Danthe, Noé Kühn, тренер: Stewart Dryburgh             | Baden-Zug Markstein (Баден)/Цуг) Nicola Brand, Siro Schmid, Gian Loritz, Simon Rauchenstein, запасной: Nils Freimann, тренеры: Charly Suter, Michael Devaux, Carole Fäh  |
| Чемпионат Швейцарии по кёрлингу среди юниоров 2025 Тун, 14–16 марта, 20–23 марта                                       | Ж                                                                                           | St. Gallen-Flims-Baden (Санкт-Галлен)/Флимс/Баден) Alissa Rudolf, Jana-Tamara Hählen, Renée Frigo, Elodie Jerger, тренеры: Beat Brunner, Brigitte Brunner-Leutenegger | Limmattal-Wetzikon (Ветцикон) Zoe Schwaller, Jana Soltermann, Anikó Székely, Ladina Ramstein, тренеры: Marcel Wettstein, Stefan Fäh, Adrian Helbling                | Bern-Thun (Берн/Тун) Ariane Oberson, Laurane Flückiger Jenni, Lia Germann, Enya Caccivio, запасной: Isabel Einspieler, тренеры: Tina Zürcher, Jana Stritt, Benno Oberson |
| Чемпионат Швейцарии по кёрлингу среди юниорских смешанных пар 2025 Цуг, 28–30 марта                                    | Чемпионат Швейцарии по кёрлингу среди юниорских смешанных пар 2025 Цуг, 28–30 марта         | Morges 1 (Морж) Elodie Tschudi / Nathan Dryburgh тренер: Thomas Tschalär                                                                                              | Zug-Wetzikon (Цуг/Ветцикон) Jana Soltermann / Felix Lüthold тренер: Gregor Obrist                                                                                   | Dübendorf 1 (Дюбендорф) Zoe Schwaller / Livio Ernst тренер: Marcel Wettstein                                                                                             |

источник:

### Швеция
| Турнир | Турнир | Золото | Серебро | Бронза |
| --- | --- | --- | --- | --- |
| Чемпионат Швеции по кёрлингу среди смешанных пар 2025 Сундбюберг, 12—15 декабря                                                                              | Чемпионат Швеции по кёрлингу среди смешанных пар 2025 Сундбюберг, 12—15 декабря                                                                              | Sundbybergs CK (Сундбюберг), Волин/Нюгрен Йенни Волин / Юхан Нюгрен                                                                                       | Mjölby AI Curling (Мьёльбю), Moberg / Moberg Emma Moberg / Olle Moberg, тренер: Mattias Moberg                                                       | Härnösands CK (Хернёсанд), Hallström / Патс Nilla Hallström / Юханнес Патс, тренер: Рикард Хальстрём |
| Чемпионат Швеции по кёрлингу на колясках среди смешанных пар 2025 Бурлэнге, 13—15 декабря (допускались и несмешанные пары, т.е. оба кёрлингиста одного пола) | Чемпионат Швеции по кёрлингу на колясках среди смешанных пар 2025 Бурлэнге, 13—15 декабря (допускались и несмешанные пары, т.е. оба кёрлингиста одного пола) | Härnösands CK (Хернёсанд) / Jönköpings CC (Йёнчёпинг), Ulander / Peterson Кристина Уландер / Mikael Peterson                                              | Karlstads CK (Карлстад), Johansson / Glennert Сабина Юханссон / Johanna Glennert                                                                     | Jönköpings CC (Йёнчёпинг), Jönköping Energi Mixed Tommy Andersson / Матс-Ола Энгборг |
| Чемпионат Швеции по кёрлингу среди юниоров 2025 Умео, 3—6 января                                                                                             | М | Sundbybergs CK, Nygren (Сундбюберг) Vilmer Nygren, Alexander Dryburgh, Dante Alexande, Jonatan Meyerson, тренер: Джеймс Драйбур                           | Sundbybergs CK, Sumpan Dragons (Сундбюберг) Jakob Thilmann, Dante Vidin, Melker Brodin, Robin Tjärnlund, тренер: Stefan Tjärnlund                    | IK Fyris, On-Line (Уппсала) Jonatan Ölmestrand, Ludvig Thomas, Jonathan Thomas, Sigurd Stenberg, тренер: Niklas Ölmestrand |
| Чемпионат Швеции по кёрлингу среди юниоров 2025 Умео, 3—6 января                                                                                             | Ж | Sundbybergs CK, Dryburgh (Сундбюберг) Maja Roxin, Moa Tjärnlund, Thea Orefjord, Moa Dryburgh. тренер: Маргарета Драйбур                                   | Härnösands CK, Skoglund (Хернёсанд) Kerstin Skoglund, Molly Mabergs, Emelie Sarén, Märta Claesson, тренер: Nilla Hallström                           | Sundbybergs CK, Ryberg (Сундбюберг) Matilda Lindberg, Hilda Holmberg, Astrid Linder, Erika Ryberg, тренер: Эжен Колчевская |
| Чемпионат Швеции по кёрлингу среди ветеранов 2025 Карлстад, 8—12 января                                                                                      | М | Carlsén, Sundsvall Curling (Сундсвалль) Пер Карлсен, Дан-Ола Эрикссон, Рикард Хальстрём, Фредрик Хальстрём, запасной: Томми Олин, тренер: Никлас Берггрен | CHOONG, Falu CC (Фалун) Томас Норгрен, Jonas Olsson, Anders Haglund, Niclas Svenman, запасной: Sven Oksson, тренер: Johan Ceder                      | Sumpan Seniors, Sundbybergs CK (Сундбюберг) Gerry Wåhlin, Anders Eriksson, Микаэль Хассельборг, Матс Врано, запасной: Пер Нурен; KG Pettersson, Linköpings CK (Линчёпинг) Ulf Johansson, Rickard Eriksson, Hans Stenström, Magnus Ekdahl, запасной: Johan Håkansson, тренер: KG Pettersson |
| Чемпионат Швеции по кёрлингу среди ветеранов 2025 Карлстад, 8—12 января                                                                                      | Ж | Noreen, CK Granit (Евле) Камилла Нурен, Susanne Patz, Helene Lyxell, Catrin Bitén                                                                         | Norberg, Härnösands CK (Хернёсанд) Анетте Норберг, Катрин Линдаль, Хелена Лингхам, Anna Klange                                                       | Team ICI, Danderyds CK (Дандерюд) Helena Sundborn, Liselott Aspengren, Katarina Darling, Maria Guslin, запасной: Arja Aho |
| Чемпионат Швеции по кёрлингу среди мужчин 2025 Хернёсанд, 30 января — 2 февраля                                                                              | Чемпионат Швеции по кёрлингу среди мужчин 2025 Хернёсанд, 30 января — 2 февраля                                                                              | Amatörföreningens CK, Westerberg (Сундбюберг) Joel Westerberg, Kim Svedelid, Måns Winge, Carl-Oscar Pihl                                                  | CK Granit, Burning Goats (Евле) Симон Гранбом, Аксель Шёберг, Jacob Hanna, Olle Moberg                                                               | Mjölby AI CF, Väderstad (Мьёльбю) Axel Landelius, Johan Engqvist, Alexander Palm, Alfons Johansson, тренер: Olle Engqvist Sollefteå CK, Nyman (Соллефтео) Фредрик Нюман, Патрик Мабергс, Симон Улофссон, Юханнес Патс, тренер: Рикард Хальстрём                                            |
| Чемпионат Швеции по кёрлингу среди женщин 2025 Хернёсанд, 30 января — 2 февраля                                                                              | Чемпионат Швеции по кёрлингу среди женщин 2025 Хернёсанд, 30 января — 2 февраля                                                                              | Mjölby AI CF, Moberg (Мьёльбю) Emma Moberg, Ребекка Тунман, Emma Landelius, Микаэла Альтебро                                                              | Härnösands CK, Norberg (Хернёсанд) Анетте Норберг, Мария Прюц, Anna Gustafsson, Karin Sundquist                                                      | Härnösands CK, Heldin (Хернёсанд) Юханна Хельдин, Molly Mabergs, Thea Sundgren, Märta Claesson, тренер: Nils-Erik Heldin; Sundbybergs CK, Ryberg (Сундбюберг) Erika Ryberg, Astrid Linder, Hilda Holmberg, Matilda Lindberg, тренер: Эжен Колчевская                                       |
| Чемпионат Швеции по кёрлингу среди юниорских смешанных пар 2025 Дандерюд, 7—9 марта                                                                          | Чемпионат Швеции по кёрлингу среди юниорских смешанных пар 2025 Дандерюд, 7—9 марта                                                                          | Sundbybergs CK (Сундбюберг), Dryburgh / Nygren Moa Dryburgh / Vilmer Nygren, тренер: Юхан Нюгрен                                                          | IK Fyris (Уппсала), Meyerson / Roxin Jonatan Meyerson / Maja Roxin, тренер: Симон Улофссон                                                           | Härnösands CK (Хернёсанд), Claesson / Almeling Märta Claesson / Ivan Almeling, тренер: Kerstin Skoglund |
| Чемпионат Швеции по кёрлингу среди смешанных команд 2025 Карлстад, 24—27 апреля                                                                              | Чемпионат Швеции по кёрлингу среди смешанных команд 2025 Карлстад, 24—27 апреля                                                                              | Svegs CK, Volontären finest (Свег) Фредрик Нюман, Йенни Волин, Emil Hermansson, Greta Aurell                                                              | Sundbybergs CK, Noxis vänner (Сундбюберг) Изабелла Врано, Albin Kjellberg, Эжен Колчевская, Расмус Врано, запасной: Матс Врано, тренер: Monika Wranå | Umeå CK, Ny gren för Carlsson (Умео) Юхан Нюгрен, Сара Карлссон, Vilmer Nygren, Erika Nygren Svegs CK, Vätskebalans (Свег) Никлас Эдин, Jenny Klockervold Wall, Thomas Wallentinsson, Emma Hansson, тренер: Кайса Бергстрём                                                                |
| Чемпионат Швеции по кёрлингу на колясках 2025 Карлстад, 24—27 апреля                                                                                         | Чемпионат Швеции по кёрлингу на колясках 2025 Карлстад, 24—27 апреля                                                                                         | Jönköpings CC, Jönköping Energi 1 (Йёнчёпинг) Вильо Петерссон-Даль, Матс-Ола Энгборг, Tommy Andersson, Sebastian Blomberg                                 | Jönköpings CC, Jönköping Energi 2 (Йёнчёпинг) Rebecka Carlsson, Кристина Уландер, Mikael Peterson, Konrad Elf                                        | Karlstads CK, Rullarnas (Карлстад) Åsa Lie, Anders Sjösten, Сабина Юханссон, Johanna Glennert, тренер: Stefan Eriksson |

источник:

### Шотландия
| Турнир                                                                                  | Турнир                                                                                  | Золото | Серебро                                                                                      | Бронза |
| --------------------------------------------------------------------------------------- | --------------------------------------------------------------------------------------- | --- | -------------------------------------------------------------------------------------------- | --- |
| Чемпионат Шотландии по кёрлингу среди юниоров 2024                                      | М                                                                                       | Дамфрис Orrin Carson, Logan Carson, Archie Hyslop, Charlie Gibb, тренер: Ryan Carson                       | Перт Arran Thomson, Stewart Kyle, Sam McConnachie, Lewis McCabe, тренер: Alasdair Schreiber  | Абердин Ethan Brewster, ?, ?, тренер: Диллан Перрас; Murray Ben Rankin, Fraser Rankin, Elliot Cullerton, Jamie Gorman, тренер: Alan Campbel                                       |
| Чемпионат Шотландии по кёрлингу среди юниоров 2024                                      | Ж                                                                                       | Форфар Callie Soutar, Eve Hare, Holly Clemie, Alison Hamilton, тренер: Джанис Рэнкин                       | Дамфрис Tia Laurie, Cara Davidson, Holly Burke, Kirsty Gallacher, тренер: Ali Cunningham     | Дамфрис Katie Archibald, Jenny Service, Alex McMillan, Jodi Leigh Bass, тренер: Alay Milne Перт Laura Watt, Amy Mitchell, Holly Wilkie-Milne, Robyn Mitchell, тренер: Luke Carson |
| Чемпионат Шотландии по кёрлингу среди смешанных пар 2025 Абердин, 19—22 декабря         | Чемпионат Шотландии по кёрлингу среди смешанных пар 2025 Абердин, 19—22 декабря         | Софи Синклер / Робин Брайдон                                                                               | Софи Джексон / Данкан Макфазин                                                               | Кэти Макмиллан / Angus Bryce, Лиза Дэви / Mark Watt |
| Чемпионат Шотландии по кёрлингу среди мужчин 2025 Дамфрис, 2—8 февраля                  | Чемпионат Шотландии по кёрлингу среди мужчин 2025 Дамфрис, 2—8 февраля                  | Стерлинг Росс Уайт, Робин Брайдон, Данкан Макфазин, Юан Кайл, тренер: Alistair Scott                       | Эдинбург Брюс Моуэт, Грант Харди, Бобби Лэмми, Хэмми Макмиллан мл., тренер: Майкл Гудфеллоу  | Дамфрис Orrin Carson, Logan Carson, Archie Hyslop, Charlie Gibb, тренер: Ryan Carson Форфар James Craik, Mark Watt, Angus Bryce, Blair Haswell, тренер: Iain Watt                 |
| Чемпионат Шотландии по кёрлингу среди женщин 2025 Дамфрис, 2—8 февраля                  | Чемпионат Шотландии по кёрлингу среди женщин 2025 Дамфрис, 2—8 февраля                  | Дамфрис Фэй Хендерсон, Робин Манро, Хейли Дафф, Кэти Макмиллан, запасной: Лиза Дэви, тренер: Clancy Grandy | Абердин Ребекка Моррисон, Дженнифер Доддс, Софи Синклер, Софи Джексон, тренер: Росс Патерсон | Перт Laura Watt, Amy Mitchell, Holly Wilkie-Milne, Robyn Mitchel, тренер: Luke Carson                                                                                             |
| Чемпионат Шотландии по кёрлингу среди ветеранов 2025 Форфар, 13—16 февраля              | М                                                                                       | Том Брюстер, Frazer Hare, Robbie Stevenson, Don Frame                                                      | Грэм Кормак, Stephen Rankin, Brian Ferguson, Johnnie Munro                                   | Грэм Коннал, Alistair Scott, Mark Fraser, Mark Brass Хэмми Макмиллан, David Murchie, Murray McWiliam, Gerald Baillie                                                              |
| Чемпионат Шотландии по кёрлингу среди ветеранов 2025 Форфар, 13—16 февраля              | Ж                                                                                       | Джеки Локхарт, Маири Милн, Wendy Johnston, Кэти Лаудон                                                     | Margaret Agnew, Sheila Kennedy, Ann Redpath, Susan Middleton                                 | Karen Kennedy, Gail Thomson, Alison Cunningham, Gillian King |
| Чемпионат Шотландии по кёрлингу среди юниорских смешанных пар 2025 Дамфрис, 20—23 марта | Чемпионат Шотландии по кёрлингу среди юниорских смешанных пар 2025 Дамфрис, 20—23 марта | Робин Манро / Orrin Carson                                                                                 | Cara Thomson / Arran Thomson                                                                 | Tia Laurie / Ethan Brewster, Clare Cassells / Cameron Lindsay |
| Чемпионат Шотландии по кёрлингу среди смешанных команд 2025 Форфар, 28—30 марта         | Чемпионат Шотландии по кёрлингу среди смешанных команд 2025 Форфар, 28—30 марта         | отменён | отменён                                                                                      | отменён |

источник:

### Эстония
| Турнир                                                                              | Золото | Серебро                                                                                                   | Бронза                                                                                               |
| ----------------------------------------------------------------------------------- | --- | --- | --- |
| Чемпионат Эстонии по кёрлингу среди мужчин 2025 Таллин, 30 января — 2 февраля       | Team Veltsman Eduard Veltsman, Михаил Власов, Janis Kiziridi, Igor Dzenzeljuk, запасной: Konstantin Dotsenko | Team Lill Эркки Лилл, Karl Kukner, Siim Sein, Oleg Gudovski, запасной: Andrus Vall                        | Team Tubalkain Hannes Reinola, Margus Tubalkain, Tiit Kaart, Jaanus Jegorov, запасной: Tõnis Turmann |
| Чемпионат Эстонии по кёрлингу среди женщин 2025 Таллин, 30 января — 2 февраля       | Team Turmann Эрика Тувике, Керли Лайдсалу, Лийса Турман, Хейли Гроссман                                      | Team Novikova Ingrid Novikova, Külli Janikson, Marcella Tammes, Hettel Weddro, запасной: Elisabeth Tammer | — |
| Чемпионат Эстонии по кёрлингу среди смешанных пар 2025 Таллин, 27 февраля — 2 марта | Мари Калдвеэ / Харри Лилл, тренер: Стеффен Вальстад                                                          | Triin Madisson / Karl Kukner                                                                              | Karoline Kaare / Marten Padama                                                                       |
| Чемпионат Эстонии по кёрлингу среди смешанных команд 2025 Таллин, 8—11 мая          | Team Tubalkain Margus Tubalkain, Margit Peebo, Aleksander Andre, Evelin Karro                                | Team Lill Харри Лилл, Karoliine Kaare, Marten Padama, Эрика Тувике                                        | Team Jakobson Andres Jakobson, Ingrid Novikova, Olari Kalvik, Külli Janikson                         |

источник:

### Япония
| Турнир                                                                           | Золото | Серебро | Бронза |
| -------------------------------------------------------------------------------- | --- | --- | --- |
| Чемпионат Японии по кёрлингу среди смешанных пар 2025 Вакканай, 2—8 декабря 2024 | Тиаки Мацумура / Ясумаса Танида тренер: Эми Симидзу                                                                    | Тори Коана / Го Аоки тренер: Yoshinori Aoki                                                                                        | Икуэ Китадзава / Синго Усуи |
| Чемпионат Японии по кёрлингу среди мужчин 2025 Йокогама, 2—9 февраля             | SC Karuizawa Club Рику Янагисава, Цуёси Ямагути, Такэру Ямамото, Сатоси Коидзуми, тренер: Юдзи Нисимуро                | Locosolare Takumi Maeda, Асэи Накахара, Hiroki Maeda, Uryu Kamikawa, запасной: Toa Nakahara, тренеры: Рёдзи Онодэра, Мари Мотохаси | Consadole Тэцуро Симидзу, Синъя Абэ, Hayato Sato, Харуто Оути, запасной: Сота Цуруга, тренер: Макото Цуруга                        |
| Чемпионат Японии по кёрлингу среди женщин 2025 Йокогама, 2—9 февраля             | Fortius Саяка Ёсимура, Кахо Онодэра, Юна Котани, Анна Омия, запасной: Мина Кобаяси, тренеры: Юмиэ Фунаяма, Никлас Эдин | Hokkaido Bank Momoha Tabata, Miku Nihira, Sae Yamamoto, Mikoto Nakajima, запасной: Аями Ито, тренер: Хироси Сато                   | Locosolare Сацуки Фудзисава, Тинами Ёсида, Юми Судзуки, Юрика Ёсида, запасой: Yako Matsuzawa, тренеры: Джей Ди Линд, Рёдзи Онодэра |

источник:

## ТурнирыБольшого шлема

### Мужские турниры
источник:
| Неделя | Турнир                                                                            | Победитель    | Финалист         | Призовой фонд (CAD) | Сумма победителя (CAD) | SFM     |
| ------ | --------------------------------------------------------------------------------- | ------------- | ---------------- | ------------------- | ---------------------- | ------- |
| 10     | Hearing Life Tour Challenge Tier 1 Шарлоттаун, Остров Принца Эдуарда, 1–6 Октября | Брюс Моуэт    | Брэд Гушу        | 175 000             | 20 000                 | 10.0000 |
| 10     | Hearing Life Tour Challenge Tier 2 Шарлоттаун, Остров Принца Эдуарда, 1–6 Октября | Rylan Kleiter | Магнус Рамсфьелл | 60 000              | 7 000                  | 5.5000  |
| 15     | Co-op Canadian Open Nisku, Альберта, 5–10 Ноября                                  | Брюс Моуэт    | Брэд Гушу        | 200 000             | 26 000                 | 10.0000 |
| 18     | KIOTI National Сент-Джонс, Ньюфаундленд и Лабрадор, 26 Ноября – 1 Декабря         | Брюс Моуэт    | Брэд Джейкобс    | 200 000             | 26 000                 | 10.0000 |
| 25     | WFG Masters Гуэлф, Онтарио, 14–19 Января                                          | Росс Уайт     | Брэд Джейкобс    | 200 000             | 26 000                 | 10.0000 |
| 38     | Princess Auto Players' Championship Торонто, Онтарио, 8 – 13 Апреля               | Брюс Моуэт    | Янник Шваллер    | 220 000             | 26 000                 | 10.0000 |

### Женские турниры
источник:
| Неделя | Турнир                                                                            | Победитель         | Финалист           | Призовой фонд (CAD) | Сумма победителя (CAD) | SFM     |
| ------ | --------------------------------------------------------------------------------- | ------------------ | ------------------ | ------------------- | ---------------------- | ------- |
| 10     | Hearing Life Tour Challenge Tier 1 Шарлоттаун, Остров Принца Эдуарда, 1–6 Октября | Керри Эйнарсон     | Рейчел Хоман       | 175 000             | 20 000                 | 10.0000 |
| 10     | Hearing Life Tour Challenge Tier 2 Шарлоттаун, Остров Принца Эдуарда, 1–6 Октября | Christina Black    | Саяка Ёсимура      | 60 000              | 7 000                  | 5.5000  |
| 15     | Co-op Canadian Open Nisku, Альберта, 5–10 Ноября                                  | Рейчел Хоман       | Сильвана Тиринцони | 200 000             | 26 000                 | 10.0000 |
| 18     | KIOTI National Сент-Джонс, Ньюфаундленд и Лабрадор, 26 Ноября – 1 Декабря         | Рейчел Хоман       | Анна Хассельборг   | 200 000             | 26 000                 | 10.0000 |
| 25     | WFG Masters Гуэлф, Онтарио, 14–19 Января                                          | Анна Хассельборг   | Рейчел Хоман       | 200 000             | 26 000                 | 10.0000 |
| 38     | Princess Auto Players' Championship Торонто, Онтарио, 8–13 Апреля                 | Сильвана Тиринцони | Рейчел Хоман       | 220 000             | 26 000                 | 10.0000 |

Пояснения: Турнир Hearing Life Tour Challenge (и мужской, и женский) проводится в двух Лигах (Tier 1 и Tier 2). В Лиге Tier 1 участвуют лучшие 16 команд мирового рейтинга. В Лиге Tier 2 приглашаются следующие 11 по рейтингу команд, а также организаторы добавляют 5 региональных канадских команд.

## Мировой рейтинг сборных
| Место | Сборная          | Очки   |
| ----- | ---------------- | ------ |
| 1     | Шотландия        | 84.328 |
| 2     | Канада           | 77.015 |
| 3     | Швеция           | 67.254 |
| 4     | Швейцария        | 53.716 |
| 5     | Италия           | 41.000 |
| 6     | США              | 32.776 |
| 7     | Германия         | 32.597 |
| 8     | Норвегия         | 30.209 |
| 9     | Китай            | 26.925 |
| 10    | Япония           | 23.776 |
| 11    | Чехия            | 23.522 |
| 12    | Республика Корея | 19.313 |
| 13    | Нидерланды       | 14.985 |
| 14    | Турция           | 10.567 |
| 15    | Дания            | 10.448 |
| 16    | Финляндия        | 9.806  |
| 17    | Австрия          | 9.587  |
| 18    | Испания          | 8.433  |
| 19    | Новая Зеландия   | 8.328  |
| 20    | Англия           | 7.528  |

| Место | Сборная          | Очки   |
| ----- | ---------------- | ------ |
| 1     | Швейцария        | 89.851 |
| 2     | Канада           | 83.284 |
| 3     | Республика Корея | 55.925 |
| 4     | Швеция           | 46.567 |
| 5     | Япония           | 36.836 |
| 6     | Шотландия        | 35.881 |
| 7     | Норвегия         | 33.398 |
| 8     | Дания            | 31.582 |
| 9     | Италия           | 30.866 |
| 10    | США              | 27.866 |
| 11    | Китай            | 25.97  |
| 12    | Турция           | 18.448 |
| 13    | Германия         | 13.269 |
| 14    | Эстония          | 11.701 |
| 15    | Чехия            | 10.388 |
| 16    | Венгрия          | 9.861  |
| 17    | Новая Зеландия   | 8.925  |
| 18    | Литва            | 8.701  |
| 19    | Латвия           | 7.731  |
| 20    | Словения         | 6.517  |

| Место | Сборная          | Очки   |
| ----- | ---------------- | ------ |
| 1     | Шотландия        | 60.254 |
| 2     | Италия           | 58.603 |
| 3     | Норвегия         | 53.254 |
| 4     | Швеция           | 50.857 |
| 5     | Эстония          | 44.73  |
| 6     | США              | 43.619 |
| 7     | Канада           | 40.381 |
| 8     | Швейцария        | 38.937 |
| 9     | Австралия        | 33.413 |
| 10    | Япония           | 29.492 |
| 11    | Германия         | 18.921 |
| 12    | Республика Корея | 18.159 |
| 13    | Чехия            | 14.000 |
| 14    | Дания            | 14.000 |
| 15    | Новая Зеландия   | 12.724 |
| 16    | Финляндия        | 12.048 |
| 17    | Китай            | 10.895 |
| 18    | Турция           | 9.743  |
| 19    | Венгрия          | 8.86   |
| 20    | Испания          | 8.73   |

| Место | Сборная          | Очки   |
| ----- | ---------------- | ------ |
| 1     | Китай            | 91.667 |
| 2     | Канада           | 68.254 |
| 3     | Швеция           | 54.444 |
| 4     | Норвегия         | 49.46  |
| 5     | Республика Корея | 49.206 |
| 6     | Шотландия        | 35.429 |
| 7     | Словакия         | 32.381 |
| 8     | США              | 29.714 |
| 9     | Латвия           | 25.778 |
| 10    | Италия           | 19.111 |
| 11    | Чехия            | 15.333 |
| 12    | Япония           | 13.397 |
| 13    | Англия           | 13.175 |
| 14    | Эстония          | 12.762 |
| 15    | Швейцария        | 11.698 |
| 16    | Финляндия        | 9.27   |
| 17    | Польша           | 8.514  |
| 18    | Россия           | 8.254  |
| 19    | Дания            | 5.571  |
| 20    | Германия         | 4.444  |

| Место | Сборная          | Очки   |
| ----- | ---------------- | ------ |
| 1     | Республика Корея | 56.509 |
| 2     | Япония           | 54.218 |
| 3     | Латвия           | 42.909 |
| 4     | Шотландия        | 42.4   |
| 5     | США              | 42.327 |
| 6     | Китай            | 40.000 |
| 7     | Эстония          | 39.418 |
| 8     | Словакия         | 32.509 |
| 9     | Италия           | 32.127 |
| 10    | Канада           | 31.764 |
| 11    | Норвегия         | 29.891 |
| 12    | Венгрия          | 23.382 |
| 13    | Англия           | 21.091 |
| 14    | Швеция           | 20.764 |
| 15    | Чехия            | 13.236 |
| 16    | Дания            | 12.655 |
| 17    | Швейцария        | 12.164 |
| 18    | Финляндия        | 11.382 |
| 19    | Германия         | 7.855  |
| 20    | Польша           | 7.018  |

| Место | Сборная          | Очки   |
| ----- | ---------------- | ------ |
| 1     | Швеция           | 76.818 |
| 2     | Канада           | 59.773 |
| 3     | Швейцария        | 48.082 |
| 4     | Япония           | 46.596 |
| 5     | Испания          | 46.527 |
| 6     | Норвегия         | 42.873 |
| 7     | Шотландия        | 29.936 |
| 8     | Германия         | 25.636 |
| 9     | США              | 21.700 |
| 10    | Польша           | 17.091 |
| 11    | Италия           | 16.360 |
| 12    | Австралия        | 15.062 |
| 13    | Нидерланды       | 14.305 |
| 14    | Венгрия          | 14.218 |
| 15    | Латвия           | 12.865 |
| 16    | Дания            | 12.109 |
| 17    | Финляндия        | 11.502 |
| 18    | Чехия            | 10.882 |
| 19    | Бельгия          | 10.495 |
| 20    | Республика Корея | 10.327 |

## Рейтинг команд вМировом туре
| Место | Команда          | Очки  |
| ----- | ---------------- | ----- |
| 1     | Брюс Моуэт       | 532.3 |
| 2     | Янник Шваллер    | 388.3 |
| 3     | Брэд Джейкобс    | 367.8 |
| 4     | Мэтт Данстон     | 353.3 |
| 5     | Росс Уайт        | 310   |
| 6     | Майк Макьюэн     | 292   |
| 7     | Брэд Гушу        | 274.3 |
| 8     | Марк Мускатевиц  | 270.8 |
| 9     | Marco Hoesli     | 245.8 |
| 10    | Джон Эппинг      | 238.8 |
| 11    | Жоэль Реторна    | 216   |
| 12    | Кори Дропкин     | 215.5 |
| 13    | Никлас Эдин      | 214.9 |
| 14    | Магнус Рамсфьелл | 199.8 |
| 15    | Rylan Kleiter    | 186.6 |
| 16    | Сюй Сяомин       | 180.3 |
| 17    | Михаэль Бруннер  | 177.6 |
| 18    | James Craik      | 166.6 |
| 19    | Jordon McDonald  | 162   |
| 20    | Shinya Abe       | 151   |

| Место | Команда              | Очки  |
| ----- | -------------------- | ----- |
| 1     | Рейчел Хоман         | 498.8 |
| 2     | Сильвана Тиринцони   | 434.3 |
| 3     | Ким Ынджи            | 362   |
| 4     | Дженнифер Джонс      | 316.1 |
| 5     | Анна Хассельборг     | 298   |
| 6     | Изабелла Врано       | 271.8 |
| 7     | Ким Ын Джон          | 265.8 |
| 8     | Керри Эйнарсон       | 251.3 |
| 9     | Стефания Константини | 250.8 |
| 10    | Кейтлин Лоус         | 207.4 |
| 11    | Xenia Schwaller      | 203.9 |
| 12    | Сацуки Фудзисава     | 202.5 |
| 13    | Табита Питерсон      | 186.9 |
| 14    | Selena Sturmay       | 180.1 |
| 15    | Ребекка Моррисон     | 172.4 |
| 16    | Кейт Кэмерон         | 167   |
| 17    | Delaney Strouse      | 164.9 |
| 18    | Марианне Рёрвик      | 150.6 |
| 19    | Икуэ Китадзава       | 148.6 |
| 20    | Даниэль Инглис       | 145.4 |

| Место | Команда                | Очки  |
| ----- | ---------------------- | ----- |
| 1     | Калдвеэ / Лилл         | 229.8 |
| 2     | Гилл / Хьюитт          | 190.5 |
| 3     | Доддс / Моуэт          | 183.2 |
| 4     | Скаслиен / Недреготтен | 163.5 |
| 5     | Петерман / Галлант     | 160.5 |
| 6     | Коана / Аоки           | 129.6 |
| 7     | Лотт / Лотт            | 126   |
| 8     | Уокер / Майерс         | 125   |
| 9     | Matsumura / Tanida     | 121.4 |
| 10    | Тиес / Дропкин         | 119.6 |
| 11    | Martin / Laycock       | 116.4 |
| 12    | Джонс / Лэинг          | 116.3 |
| 13    | Хоман / Боттчер        | 115.1 |
| 14    | Пец / Михель           | 106.7 |
| 15    | Sandham / Craig        | 106.3 |
| 16    | Перре / Риос           | 94.5  |
| 17    | Wasylkiw / Konings     | 93    |
| 18    | Powers / Saunders      | 92.5  |
| 19    | Рённинг / Бранден      | 90.6  |
| 20    | Adams / Robichaud      | 88.8  |

## Изменения в известных командах

### Завершение карьеры
- Гленн Ховард: четырёхкратный чемпион мира и Канады, обладатель 14 титулов в турнирах Большого шлема объявил о завершении карьеры в апреле 2024 года, сославшись на травму колена[104]. 61-летний спортсмен стал тренером своей бывшей команды, а скипом стал его сын Скотт Ховард.[105]
- Дженнифер Джонс: одна из самых титулованных канадских кёрлингисток всех времён объявила о завершении карьеры за несколько дней до Чемпионат Канады 2024.[106] В своей великой карьере Дженнифер завоевала шесть титулов чемпиона Канады, два титула чемпиона мира, десять титулов Большого шлема и олимпийское золото в 2014 году. Она продолжит играть в парном керлинге со своим мужем Брентом Лэингом[107]. Вместо Дженнифер в команду пришла новый скип Челси Кэри.

### Перерыв в карьере в командном кёрлинге
- Skylar Ackerman: 22-летняя скип-командыиз Саскачевана объявила, что сделает перерыв в карьере, чтобы продолжить обучение в сфере здравоохранения[108]. Акерман дебютировала в национальном Чемпионате Канады в 2024 году, где закончили с четырьмя победами и четырьмя поражениями.
- Джина Эйткен: объявила, что после четырёх лет в команде Ребекки Моррисон она уходит из профессионального кёрлинга[109]. Эйткен с Моррисон завоевали бронзу на Чемпионате Европы 2022 года и выиграли два чемпионата Шотландии.
- Shelley Barker: объявила, что уходит из профессионального кёрлинга после того, как с сезона 2020–2021 играла на позиции ведущей в команде скипа Christina Black[110]. Баркер в команде Black выиграла два титула чемпиона Новой Шотландии и заняла пятое и четвёртое места на Чемпионатах 2022 и 2023 годов соответственно.
- Брендан Боттчер: после того, как его бывшие товарищи по команде отказались от его услуг, Боттчер объявил, что в сезоне 2024–2025 и в обозримом будущем он возьмёт перерыв в соревнованиях среди мужчин, чтобы тренировать и играть в смешанном парном разряде с Рейчел Хоман[111]. Боттчер, который привёл свою команду к победе на Чемпионат Канады 2021 года, заявил, что надеется вернуться в игру с четырьмя участниками в какой-то момент в будущем. Но будущее оказалось слишком близким - уже в октябре Брендан присоединился к команде скипа Брэд Гушу (см. ниже).
- Clancy Grandy: двукратная чемпионка Британской Колумбии объявила, что уходит, чтобы сосредоточиться на других возможностях[112].
- Бекка Хэмилтон: после более чем десятилетней карьеры в женском кёрлинге Бекка покинула команду Табиты Питерсон, чтобы сосредоточиться на смешанном парном разряде в сезоне 2024–2025 вместе со своим братом Мэттом[113]. В команде Нины Рот, а затем Питерсон, Хэмилтон выиграла пять чемпионатов США, два отбора на Олимпиаду и бронзу на чемпионате мира 2021 года.
- Бриан Харрис: четырёхкратная чемпионка Канады не была допущена к Чемпионату Канады 2024 года после того, как у неё был обнаружен лигандрол - запрещённое вещество[114]. Позже она была отстранена на срок до четырёх лет. В настоящее время она обжалует это решение в Спортивном арбитражном суде. Бриан не будет выступать за команду скипа Керри Эйнарсон. Запасная Кристин Карвацки заняла её место в команде в сезоне 2024–2025.
- Мишель Ягги: не найдя четвёртого игрока на сезон 2023–2024, Ягги объявила, что уходит из профессионального кёрлинга[115]. Швейцарская спортсменка завоевала золото на чемпионате мира по кёрлингу в смешанном парном разряде 2018 года в паре со Свеном Михелем.
- David Mathers: после почти десятилетней игры за команду скипа Гленн Ховард Мазерс решил уйти из профессионального кёрлинга[116]. Он по-прежнему будет участвовать в соревнованиях в смешанном парном разряде со своей женой Линн Кревьязак.
- Karsten Sturmay: скип из Альберты, участвовавший в Чемпионате Канады 2023 года, объявил, что он и первый его команды Kurtis Goller уходят из профессионального кёрлинга[116]. Sturmay был игроком университетской сборной Альберты «Золотой медведь» и на зимней Универсиаде 2019 года в России представлял Канаду, завоевавшую серебряные медали.
- Меган Уолтер: бывшая третья в команде скипа Кейт Кэмерон объявила о своем уходе, чтобы сосредоточиться на учёбе[117]. В свой первый год совместной работы команда Кэмерон завоевала бронзу на  Чемпионате Канады 2024.

### Изменения в составах команд до начала сезона
Команды обозначены по скипу, новые игроки выделены жирным шрифтом
- Феликс Асселен: после ухода Эмиля Асселена чемпион Канады 2006 года Жан-Мишель Менар возобновил карьеру и занял в команде место третьего[118]. Martin Crête перешёл на место второго, а Jean-François Trépanier остался на позиции первого.
- Christina Black: после того, как Shelley Barker ушла из профессионального спорта, в команду были добавлены Джилл Бразерс и Marlee Powers, и теперь команда состоит из пяти игроков[119][120] В обновлённом составе Black продолжает быть скипом, Бразерс занимает третья, Дженнифер Бакстер — второя, Karlee Everist — первоя, а Powers — запасная.
- Corryn Brown: после того, как Jennifer Armstrong отказалась от командного кёрлинга, чтобы сосредоточиться на смешанном парном разряде,[121] в команду была добавлена уроженка Юкона Sarah Koltun, которая ранее играла на второй позиции в команде Кэрри Галуша[122].
- Кейт Кэмерон: После ухода Меган Уолтер команда добавила Brianna Cullen на позицию второй[123] Ранее играя за команду Serena Gray-Withers Университета Альберты, Cullen выиграла два чемпионата университетов и дошла до полуфинала Чемпионата Альберты в 2024 году[116] Появление Cullen на второй позиции переместило Тейлор Макдональд на третью позицию.
- Джолин Кэмпбелл: после расставания с Сарой Оливер в команду пришла Dayna Demmans в качестве первого[124] С приходом Demmans команда будет представлять Саскачеван, а не Манитобу[116].
- Челси Кэри (Дженнифер Джонс): после ухода Дженнифер Джонс новым скипом на сезон 2024–2025 для Karlee Burgess, Emily Zacharias и Lauren Lenentine стала Челси Кэри[125]. Двукратная чемпионка Канады Кэри присоединилась к команде после того, как большую часть сезона 2023–2024 провела в команде Мишель Ягги.
- Рид Карразерс: после ухода Брэда Джейкобса в команду пришел Catlin Schneider в качестве нового третьего[126] Уроженец Саскачевана Schneider ранее играл с такими игроками, как Джон Моррис, Мэттью Данстон и Колтон Флеш.
- Джон Эппинг: После того, как его бывшая команда в составе Mat Camm, Патрик Джэнссен и Jason Camm распалась, Эппинг сформировал новую команду с Jacob Horgan, Tanner Horgan и Ian McMillan на сезон 2024-25[127]. Братья Horgan финишировали шестыми на Чемпионате Канады 2023, представляя Северное Онтарио, и выиграли множество медалей среди юниоров, а McMillan большую часть своей карьеры играл в Манитобе до прихода в команду Horgan в 2023 году[116].
- Mike Fournier: после того, как его бывшая команда в составе Kevin Flewwelling, Sean Harrison и Zander Elmes распалась, Fournier собрал новую команду с Charlie Richard, Punit Sthankia и Эмилем Асселеном[128]. В 2023 году Asselin представлял Канаду на чемпионате мира по кёрлингу среди смешанных пар 2023 года, где команда завоевала бронзовую медаль.
- Скотт Ховард (Гленн Ховард): после того, как его отец Гленн Ховард завершил карьеру, Скотт Ховард стал скипом команды. К команде присоединились Mat Camm и Jason Camm на третью и вторую позиции, а Tim March остался первым[129]. Братья Camm ранее играли за команду Джона Эппинга.
- Брэд Джейкобс (Брендан Боттчер): после ухода скипа Брендана Ботчера новым скипом для Марка Кеннеди, Бретта Галланта и Бена Хеберта стал Брэд Джейкобс[130]. Джейкобс, олимпийский чемпион 2014 года и чемпион Канады 2013 года, покинул команду Рида Карразерс перед переездом на запад.
- Kayla MacMillan (Clancy Grandy): после того, как их бывший скип Clancy Grandy взяла перерыв, команда добавила в свой состав бывшую чемпионку Британской Колумбии среди юниоров Sarah Daniels в качестве нового третьего игрока[131].  Kayla MacMillan заняла место скипа.
- Nancy Martin: после того, как её бывшая команда в составе  Lindsay Bertsch, Madison Kleiter и Кристин Карвацки распалась, Martin сформировала новую команду с Chaelynn Kitz, Кадриана Лотт и Deanna Doig[132]. Лотт, которая имеет большой опыт выступлений в смешанном парном разряде со своим мужем Колтоном, является приглашённым игроком из Манитобы.
- Табита Питерсон: после расставания с Беккой Хэмилтон команда добавила Вики Персингер и Тейлор Андерсон на позиции первой и второй[113]. Персингер ранее играла за команду на чемпионате мира 2024 года, а Андерсон впервые сыграет без своей сестры-близнеца Сары.
- Sylvie Quillian: после распада своей бывшей команды, в которую входили Sarah Mallais, Carol Webb и Джейн Бойл, Quillian сформировала новую команду с Jennifer Armstrong, Erin Carmody и Katie Vandenborre[133]. Играя в команде Андреа Келли, Quillian и Vandenborre завоевали бронзовую медаль на Чемпионате Канады 2022 года. Armstrong вернулась в Нью-Брансуик впервые с 2020 года, а Carmody, бывший серебряный призёр Чемпионата Канады, впервые сыграет за пределами провинции[116].
- Aaron Sluchinski: после ухода Kerr Drummond в команду был приглашён Кайл Дёринг, игравший за ныне расформированную команду Karsten Sturmay[134]. Дёринг, игравший на чемпионатах Канады 2022 и 2023, участвовал в Чемпионате мира 2024 года в команде Брэда Гушу в качестве запасного, где команда завоевала серебряную медаль.
- Thomas Scoffin: Kerr Drummond ушел из команды Aaron Sluchinski, чтобы отойти от соревновательного кёрлинга, и присоединился к команде Thomas Scoffin из Юкона, заменив предыдущего первого Evan Latos[116].
- Робин Силвернэйгл: после того, как Силвернэйгл отыграла всю свою карьеру в Саскачеване, она присоединилась к трио из Альберты, состоящему из Jessie Hunkin, Jessie Haughian и Кристи Мур, в качестве игрока из другой провинции[135]. Ранее Hunkin пропускала два сезона в своей команде из Альберты, а Haughian играла на позиции третьей.
- Kayla Skrlik: спустя три года совместных выступлений команда Skrlik рассталась с Brittany Tran, игравшей на позиции третьей[136]. Её заменила четырёхкратная участница Чемпионатов Канады Margot Flemming, которая ранее была третьей в команде Кэрри Галуша[137].
- Delaney Strouse: после расставания с Rebecca Rodgers и Susan Dudt, Сара Андерсон присоединилась к команде на место третьего[113]. Двукратная чемпионка США впервые сыграет без своей сестры-близнеца Тейлор. Anne O'Hara переходит с позиции третьего на первую.
- Лори Сен-Жорж: после расставания с Kelly Middaugh в команду пришла Лиза Уигл, которая вернулась впервые после сезона 2021–2022[138]. Уигл, которая почти десять лет играла на позиции первой с Рэйчел Хоман, дважды участвовала в Олимпиадах, является трёхкратной чемпионкой Канады и десятикратной чемпионкой турниров Большого шлема[139].
- Ashley Thevenot: после того, как их бывшый скип Skylar Ackerman сделала перерыв в карьере, команда добавила в свой состав трёхкратную участницу чемпионатов Канады Brittany Tran после её ухода из команды Kayla Skrlik[140]. Tran заняла позицию третьей, а бывшая третья Ashley Thevenot стала скипом.
- Evan van Amsterdam: покинув Альберту, van Amsterdam сформировал новую команду с Jason Ginter, Sterling Middleton и Parker Konschuh[141]. Ginter и Middleton ранее играли за команду Catlin Schneider из Британской Колумбии, которая распалась. Команда также объявила, что Даррен Молдинг будет их тренером и запасным игроком в некоторых турнирах[116].

### Изменения в составах команд в течение сезона
Команды обозначены по скипу, новые игроки выделены жирным шрифтом
- Aaron Sluchinski: 8 октября Aaron Sluchinski объявил, что покидает свою команду, в которую входили Jeremy Harty, Кайл Дёринг и Dylan Webster, сославшись на другие цели. В тот же день Sluchinski присоединился к команде Кевина Куи[142].
- Кевин Куи: 24 сентября команда Кевина Куи объявила, что они расстаются Jacques Gauthier, игравшим на позиции второго[143]. 8 октября его заменил Aaron Sluchinski[142].
- Брэд Гушу: 10 октября команда Брэда Гушу объявила, что они расстаются с Э. Дж. Харнденом, игравшим на позиции второго[144]. Ранее Харнден помог команде выиграть чемпионаты Канады 2023 и 2024 годов.
- Брэд Гушу: 15 октября было объявлено, что Брендан Боттчер присоединится к команде Гушу на позицию второго[145] и что он откажется от тренерских обязанностей в команде Рейчел Хоман.
- Мэтт Данстон: Команда Мэтта Данстона 5 декабря объявила о расставании с Б. Дж. Ньюфелдом. За два с половиной сезона с командой они завоевали серебро на Чемпионате Канады 2023 года, а также несколько турниров Мирового тура[146]. Вместо ушедшего Ньюфелда в команду пригласили Эрика Харндена, который ранее покинул команду Гушу (см. выше). Теперь Эрик Харнден будет играть на позиции второго, его брат Райан - первого, а Колтон Лотт переместится на позицию третьего[147].
- Челси Кэри: Команда Кэри 2 января объявила о расставании с Karlee Burgess и что о своих планах они сообщат в ближайшее время[148].
- Керри Эйнарсон: 3 января команда объявила, что Шэннон Бёрчард пропустит остаток сезона из-за травмы колена, и ее заменит Karlee Burgess[149].